# Historia de Filipinas

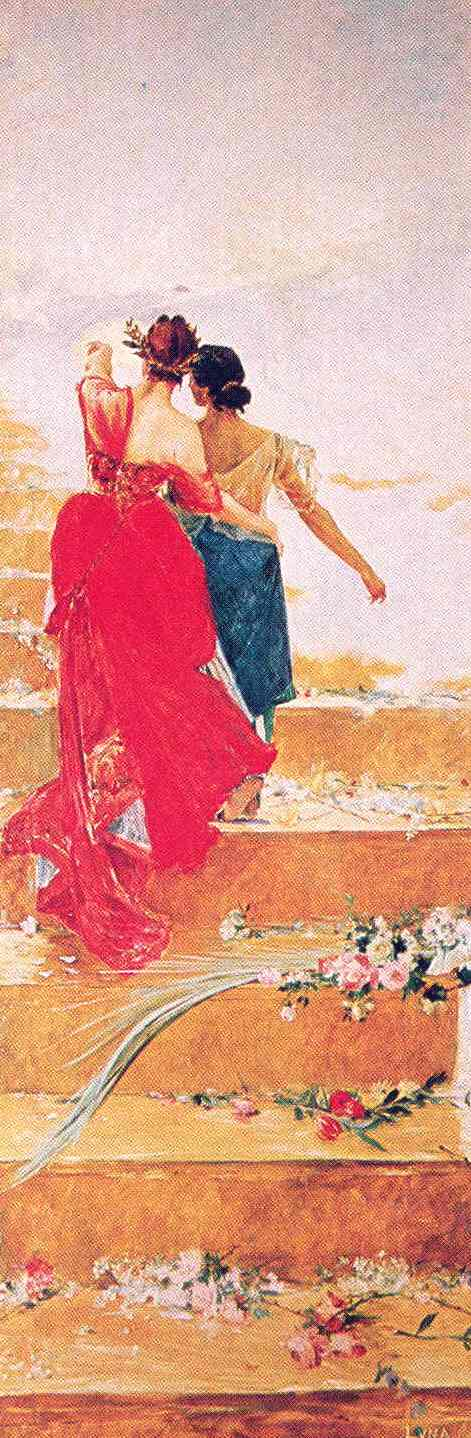
España y Filipinas, de Juan Luna. También conocido como España Guiando a Filipinas, apareció en el libro El legado de España a Filipinas acompañada del siguiente epígrafe: España guiando a Filipinas por la senda del progreso. Hoy es la pieza central de la Sala Luna del Museo López.

Se sabe que la verdadera historia de Filipinas comenzó hace al menos 709.000 años, como sugiere el descubrimiento de herramientas de piedra del Pleistoceno y restos de animales sacrificados asociados con la actividad de los homínidos. Homo luzonensis, una especie de humanos arcaicos, estuvo presente en la isla de Luzón hace al menos 67.000 años. El humano moderno más antiguo conocido fue de las Cuevas de Tabon en Palawan que datan de unos 47.000 años. Homínidos de origen africano estuvieron entre los primeros pobladores del archipiélago. Durante el año 13.000 a. C., se produjo el asentamiento austroasiático, cuando vagaban por la masa terrestre prehundida de Sondalandia, de la que Filipinas es un remanente de isla postdiluviano, como se detectó en los genes de los pueblos manobo y sama. Simultáneamente con esto, fue la expansión hacia el oeste de la raza papuana como se detectó en la genética de Blaan y Sangil. Alrededor del año 3000 a. C., después de que los casquetes polares se derritieran, los marineros austronesios, que forman la mayoría de la población actual, emigraron hacia el sur desde Taiwán. Hacia el año 1 d. C. hasta la época precolonial también hubo una inmigración del sur de Asia limitada, como se encuentra en el ADN del grupo étnico Dilaut.
Los académicos generalmente creen que estos grupos sociales finalmente se desarrollaron en varios asentamientos o entidades políticas con diversos grados de especialización económica, estratificación social y organización política. Algunos de estos asentamientos (principalmente los ubicados en los principales deltas de los ríos) alcanzaron tal escala de complejidad social que algunos estudiosos creen que deberían considerarse estados primitivos. Esto incluye a los predecesores de los centros de población modernos como Manila, Tondo, Pangasinan, Cebu, Panay, Bohol, Butuan, Cotabato, Lanao, Zamboanga y Sulu así como algunas entidades políticas, como Ma-i, cuya posible ubicación es Mindoro o Laguna. Estas entidades políticas fueron influenciadas por el hinduismo o el budismo que se difundió por las invasiones del sudeste asiático de la dinastía hindú Chola, 
Islam de Arabia, estados tributarios aliados de China. Estos pequeños estados marítimos florecieron a partir del primer milenio. Estos reinos comerciaban con lo que ahora se llama China, India, Japón, Tailandia, Vietnam, Arabia Saudita e Indonesia. El resto de los asentamientos eran barangay independientes aliados con uno de los estados más grandes. Estos pequeños estados alternaron entre ser parte o estar influenciados por imperios asiáticos más grandes como la Dinastía Ming, Majapahit y Brunéi o rebelarse y hacer la guerra contra ellos.
La primera visita registrada de los europeos es la expedición de Fernando de Magallanes que aterrizó en la isla Homonhon, ahora parte de Guiuan, Samar oriental el 17 de marzo de 1521. Perdieron una batalla contra el ejército de Lapulapu, jefe de Mactán, donde mataron a Magallanes. El colonialismo español comenzó con la llegada de la expedición de Miguel López de Legazpi el 13 de febrero de 1565 desde México. Estableció el primer asentamiento permanente en Cebú. Gran parte del archipiélago quedó bajo el dominio español, creando la primera estructura política unificada conocida como Filipinas. El dominio colonial español vio la introducción del cristianismo, el código de derecho y la la universidad moderna más antigua de Asia. Las Filipinas fueron gobernadas bajo el Virreinato de Nueva España basado en México. Después de esto, la colonia fue gobernada directamente por España.
El dominio español terminó en 1898 con la derrota de España en la Guerra hispano-estadounidense. Filipinas se convirtió entonces en un territorio de los Estados Unidos. Las fuerzas estadounidenses reprimieron una revolución dirigida por Emilio Aguinaldo. Estados Unidos estableció el Gobierno Insular para gobernar Filipinas. En 1907, se estableció la Asamblea Filipina electa con elecciones populares. Estados Unidos prometió la independencia en el Jones Ac. a Mancomunidad Filipina se estableció en 1935, como un paso intermedio de 10 años antes de la independencia total. Sin embargo, en 1942 durante la Segunda Guerra Mundial, Japón ocupó Filipinas (Ocupación japonesa de Filipinas). El ejército estadounidense venció a los japoneses en 1945. El Tratado de Manila en 1946 estableció la República Filipina independiente.

## Período prehispánico

### Prehistoria
Se cree que los primeros humanos llegaron por lo menos hace 30 000 años mediante un puente de tierra natural que unía las islas con el continente asiático. Descubrimientos arqueológicos sugieren que los ati, una especie de negrito, se instalaron en las islas hace más de 5000 años, y fueron más tarde desplazados en gran parte por los austronesios provenientes de la isla de Formosa. A la llegada de los españoles los autronesios eran predominantes y hablaban diversas lenguas de la subfamilia filipina (ver también lenguas de Filipinas). Los estudios genéticos indican que, además de los negritos y los austronesios, los austroasiáticos, los papúes y los sudasiáticos (India) también emigraron a Filipinas.

### Primeros estados (900-1589)

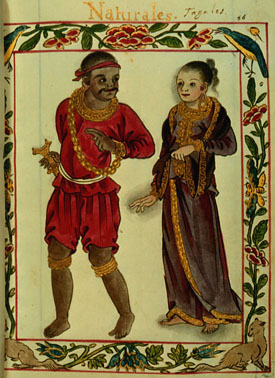
Una página del Códice Boxer que muestra una escena de la aristocracia clásica filipina.

#### Barangays
En la historia temprana de Filipinas, el barangay era una unidad sociopolítica compleja que los estudiosos históricamente han considerado como el patrón organizativo dominante entre los diversos pueblos del archipiélago filipino. El término barangay literalmente significa casa o barco. Aunque se les llama estados Barangay, se desconoce la forma de gobierno exacta de todos ellos. Algunos barangays eran aldeas independientes bien organizadas, de treinta a cien hogares. Otros eran ciudades cosmopolitas, parecidas a las ciudades-estado de la Antigua Grecia.
No se debe confundir con el uso actual de la palabra Barangay, usado por la Administración filipina para referirse a los barrios de las ciudades.

#### Registros más antiguos de estados extranjeros
Según fuentes del sur de Liang, la gente del reino de Langkasuka en la actualidad Tailandia ha estado usando ropa de algodón hecha en Luzón desde el 516-520 d. C. El historiador británico Robert Nicholl, citando al cronista árabe Al Ya'akubi, había escrito que en los primeros años de los años 800, los reinos de Muja (Luego Pagan Brunéi) y Mayd (Kedatuan de Madja-as o Ma-i) libró la guerra contra el Imperio chino. Los eruditos indios medievales también se refirieron a Filipinas como "Panyupayana" (Las tierras rodeadas de agua).

#### Tumbas de Kamhantik

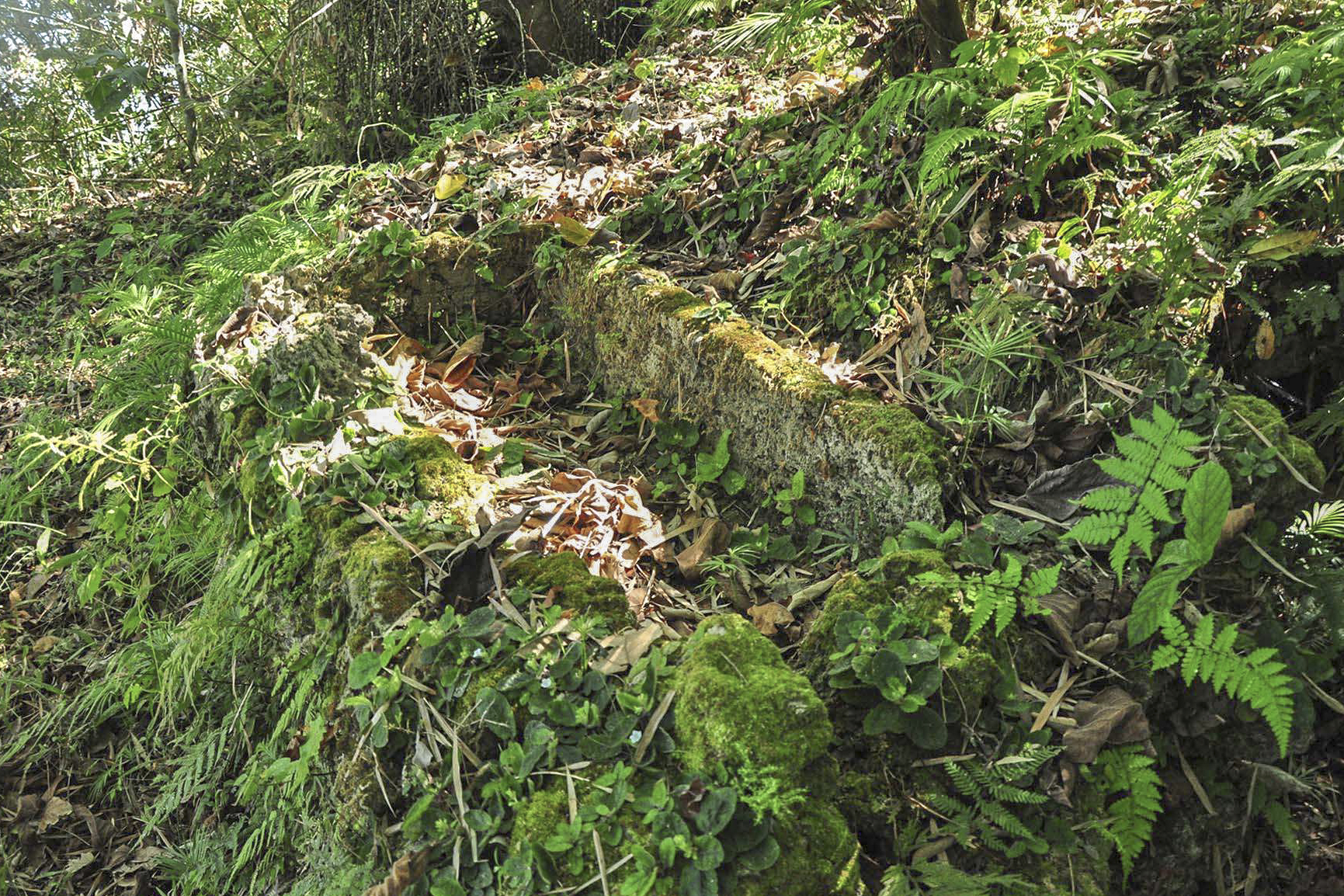
Tumba en Kamhantik

Las tumbas de Kamhantik son las ruinas (280 ha) de un antiguo barangay (pequeños reinos en la Filipinas precolonial) que se encuentra en la provincia de Quezon, al sur de la isla de Luzón. Son quince tumbas que fueron excavadas por arqueólogos manileños del Museo Nacional de las Filipinas en 2011. Se construyeron entre el 890 y el 1030 d. C. y aparte de una función funeraria, al parecer también fue un área habitada. Aunque oficialmente se descubrieron en 2011, ya eran conocidas por los lugareños y por los caza-tesoros que expoliaron gran parte de su contenido. En la actualidad los lugareños creen que las tumbas de Kamhantik fueron construidas por sus ancestros tagalos con la ayuda de seres mitológicos llamados anitos, enviados por Bathala, la deidad suprema de los antiguos tagalos.

#### Kedatuan de Madja-as
La Confederación/Kedatuan de Madja-as fue una legendaria entidad política precolonial suprabarangánica en la isla de Panay en Filipinas. Se menciona en el libro de Pedro Monteclaro titulado Maragtas. Supuestamente fue creado por Datu Sumakwel para ejercer su autoridad sobre todos los demás datus de Panay. los Maragtas también aparecieron en el fraile agustino, Rev. Fr. Los relatos bisayanos de Tomas Santaren sobre los primeros asentamientos de Borneo (originalmente una parte del apéndice del libro Igorrotes: estudio geográfico y etnográfico sobre algunos distritos del norte de Luzon Igorots: a Geographic and etnographic study of ciertos distritos del norte de Luzón por el padre Angel Perez) Además, los personajes y lugares mencionados en el libro Maragtas, como Rajah Makatunaw y Madj-as, se pueden encontrar en Ming Dynasty Annals and Arabic Manuscripts. Sin embargo, las fechas escritas son anteriores, ya que se registró que Rajah Makatunaw databa de 1082 d. C. y era descendiente de Seri Maharajah (según los anales chinos), mientras que el libro de Maragtas lo ubicaba en el año 1200. J. Carrol en su artículo: "The Word Bisaya in the Philippines and Borneo" (1960) piensa que podría haber evidencia indirecta en la posible afinidad entre Visayans y Melanaos, ya que especula que Makatunao es similar con el antiguo líder de Melanao llamado "Tugao". Los anales y mapas chinos registran Madja-as como está marcado con la ciudad de Yachen 啞陳 (Oton, que es un distrito en Panay, una isla bajo Madja-as Kedatuan)

#### Madja-as asedio de Brune
Según el fraile agustino, el reverendo p. Santaren, Datu Macatunao o Rajah Makatunao es el “sultán de los Moros”, y pariente de Datu Puti que se apoderó de las propiedades y riquezas de los diez datus. Los guerreros de Borneo Labaodungon y Paybare, después de enterarse de esta injusticia de su suegro Paiburong, navegaron a Odtojan en Borneo, donde gobernaba Makatunaw. Los guerreros saquearon la ciudad, mataron a Makatunaw y su familia, recuperaron las propiedades robadas de los 10 datus, esclavizaron a la población restante de Odtojan y navegaron de regreso a Panay. Lo saquearon combinando reclutas de la población local filipina y compañeros pioneros de Madja-as. Labaw Donggon y su esposa, Ojaytanayon, se establecieron más tarde en un lugar llamado Moroboro. Luego hay descripciones de varios pueblos fundados por los datus en Panay, otras islas de Visayas, e el sur de Luzón.

### Indianización

Expansión del hinduismo por Asia.

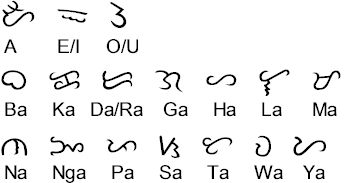
Escritura Baybayin, una de las muchas escrituras suyat que se formaron en las Filipinas.

Entre los siglos I y Vl, el Sudeste Asiático estaba bajo la influencia cultural del Mundo indio. Por ello surgieron durante varios siglos numerosos principados e imperios indianizados (término que surgió precisamente por la influencia de la cultura india a estas áreas). Los efectos del hinduismo y el budismo aplicaron un tremendo impacto en las muchas civilizaciones que habitaban el sudeste asiático, lo que proporcionó una cierta estructura a la composición de las tradiciones escritas. Un factor esencial para la difusión y adaptación de estas religiones se originó a partir de los sistemas de comercio de los siglos III y IV. Para difundir el mensaje de estas religiones, monjes budistas y sacerdotes hindúes se unieron a clases mercantiles en la búsqueda de compartir sus valores y creencias religiosas y culturales.
Alrededor del siglo XII, un grupo de personas del norte de Mindanao se asentaron en las vecinas islas de Bohol y Panglao. Provenían de una nación llamado Lutao (probablemente un reino animista que después devendría en la Confederación de sultanatos de Lanao). Establecieron el Kedatuan de Dapitan en Bohol occidental, que pronto se convertiría en uno de los más prósperos por su actividad comercial con áreas cercanas y mercaderes chinos. El jesuita Francisco Ignacio Alcina (1610 – 1674) escribió sobre Dapitan que era una rica nación y la apodó la Venecia de las Bisayas.

#### Escrituras Suyat
Suyat es un nombre colectivo moderno para definir a varias escrituras grupos etnolingüísticos diferentes en Filipinas antes de la colonización española en el siglo XVI. Entre ellas se incluyen la escritura Baybayin, la escritura Kulitana, la escritura Eskayana, la escritura Haununua o la escritura Buhida. 
La inscripción sobre cobre de Laguna (ver abajo) está escrita en alfabeto Kawi, originado en Java y se utilizó en la región indomalaya por el comercio marítimo. Más tarde, entre los siglos XIII y XIV, la escritura se adaptó al idioma tagalo conocida como escritura Baybayin. El término baybayin literalmente significa «sílabas» y forma parte de la familia de alfabetos bráhmicos. El Baybayin se encontró en un yacimiento de Batangas en objetos de loza. Aunque es común la percepción de que el Baybayin reemplazó al Kawi, muchos historiadores creen que convivieron en el tiempo; el Baybayin, que fue descrito por los cronistas españoles y por ello se conoció internacionalmente, era más fácil de aprender y de uso cotidiano. El Kawi probablemente se reservaba para documentos oficiales gubernamentales. El Baybayin era más sencillo, pero Kawi era más conciso.
A pesar de que Kawi fue reemplazado por el guion latino, Baybayin continuó usándose durante la colonización española de Filipinas hasta finales del siglo XIX. Los guiones estrechamente relacionados que todavía se utilizan entre los pueblos indígenas incluyen Hanunóo, Buhid y Tagbanwa.

#### Inscripción de Laguna

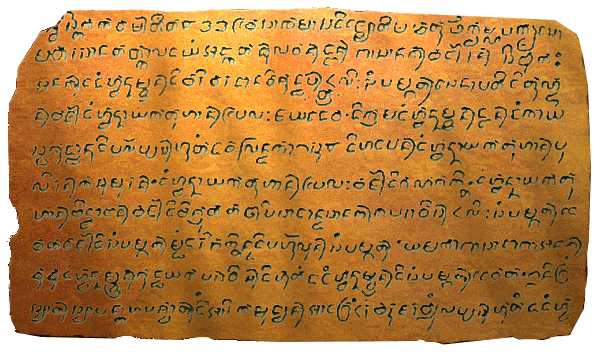
Inscripción de Laguna.

La inscripción sobre cobre de Laguna, también conocida simplemente como LCI, es un documento legal inscrito en el año 900 d. C. en Filipinas sobre una placa de cobre. Se conoce la fecha exacta porque está escrita en él.
Fue adquirido en 1990 por el Museo Nacional de las Filipinas y descifrado por Antoon Postma en 1992. Postma encontró similitudes entre la inscripción y la escritura indonesia Kawi. Postma tradujo la escritura y encontró que la placa venía con su fecha incluida: el año 822 del calendario Saka, mes Waisaka y el cuarto día tras la luna menguante, que corresponde al lunes, 21 de abril, 900 d. C.
El LCI documenta la existencia de varias formas de gobierno en la Filipinas prehispánica, en especial el Reino de Tondó en el delta del río Pasig. Algunos estudiosos apuntan a que también indican la existencia de lazos comerciales, culturales, y políticos entre estos reinos y, al menos, una civilización asiática contemporánea: el reino javanés de Medang.

#### Rajanato de Cebu
Cebu, o simplemente Sugbu, era un Raja (monárquico) Mandala (estado) indianizado en la isla de Cebu en Filipinas antes de la llegada de los conquistadores españoles. Se conoce en los registros chinos antiguos como la nación de Sokbu (束務). Según la "leyenda oral" de Visayan, fue fundada por Sri Lumay o Rajamuda Lumaya, un príncipe menor de la dinastía Chola de la India que ocupó Sumatra. Fue enviado por el Maharajá de la India para establecer una base para las fuerzas expedicionarias, pero se rebeló y estableció su propia politia independiente. La capital de la nación era Singhapala (சிங்கப்பூர்) que es tamil-sánscrito o "Leone-Ciudad", las mismas raíces con la ciudad-estado moderna de Singapur. Según el folclore de Visayan, Sri Lumay era mitad tamil y mitad-malayo de Sumatra, que se asentó en las Visayas, y tuvo varios hijos. Uno de sus hijos era Sri Alho, que gobernó una tierra conocida como Sialo que incluía las ciudades actuales de Carcar y Santander en la región sur de Cebu. Sri Ukob gobernó un sistema de gobierno conocido como Nahalin en el norte, que incluía los pueblos actuales de Consolación, Liloan, Compostela, Danao, Carmen y Bantayan. Murió en batalla, peleando con los piratas moros musulmanes conocidos como magalos (literalmente "destructores de la paz") de Mindanao.

#### Rajanato de Butuan

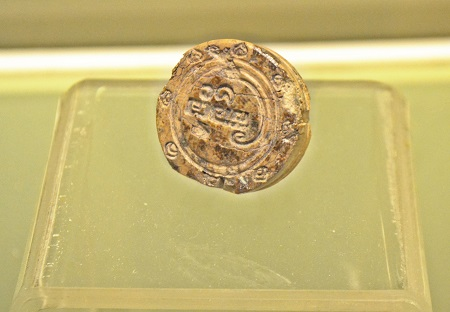
El sello de marfil de Butuan, exhibido en el Museo Nacional de Filipinas

Butuan (también llamado Reino de Butuan) fue una entidad política filipina precolonial centrada en el norte de la isla de Mindanao en la ciudad moderna de Butuan en lo que ahora es el sur de Filipinas. Era conocido por su extracción de oro, sus productos de oro y su extensa red comercial en el área de Nusantara. El reino tenía relaciones comerciales con las antiguas civilizaciones de Japón, China, India, Indonesia, Persia, Camboya y las áreas que ahora forman parte de Tailandia.
La evidencia indica que Butuan estuvo en contacto con la dinastía Song de China al menos en el año 1001 d. C. El anal chino Song Shih registró la primera aparición de una misión tributaria de Butuan (Lijehan ??? y Jiaminan) en la Corte Imperial China el 17 de marzo de 1001 d. C. Butuan (o "Buotuan" 蒲端 en chino medio) en esa época era un centro comercial y de extracción de oro en el noreste de Mindanao, conocido por fabricar herramientas y armas de metal, instrumentos musicales y joyas de oro. Los anales chinos describieron a Butuan como un reino hindú con una monarquía budista. El jefe (o "rey") de Butuan llamado Kiling envió un enviado bajo el mando de I-hsu-han, con un memorial formal solicitando el mismo estatus en el protocolo de la corte con el enviado de Champa. El investigador Eric Casino cree que el nombre Kiling no es de origen visayano sino indio, porque Kiling se refiere a la gente de la India. El Sejarah Melayu (Anales malayos) del país vecino de Malasia, se refiere a los Keling redactados de manera similar como inmigrantes de la India. La solicitud de Rajah Kiling de igualdad diplomática en el protocolo hacia su Rajahnate fue luego denegada por la corte imperial china, principalmente debido al favoritismo hacia la civilización Champa.

#### Rajanato de Sanmalan
derecha

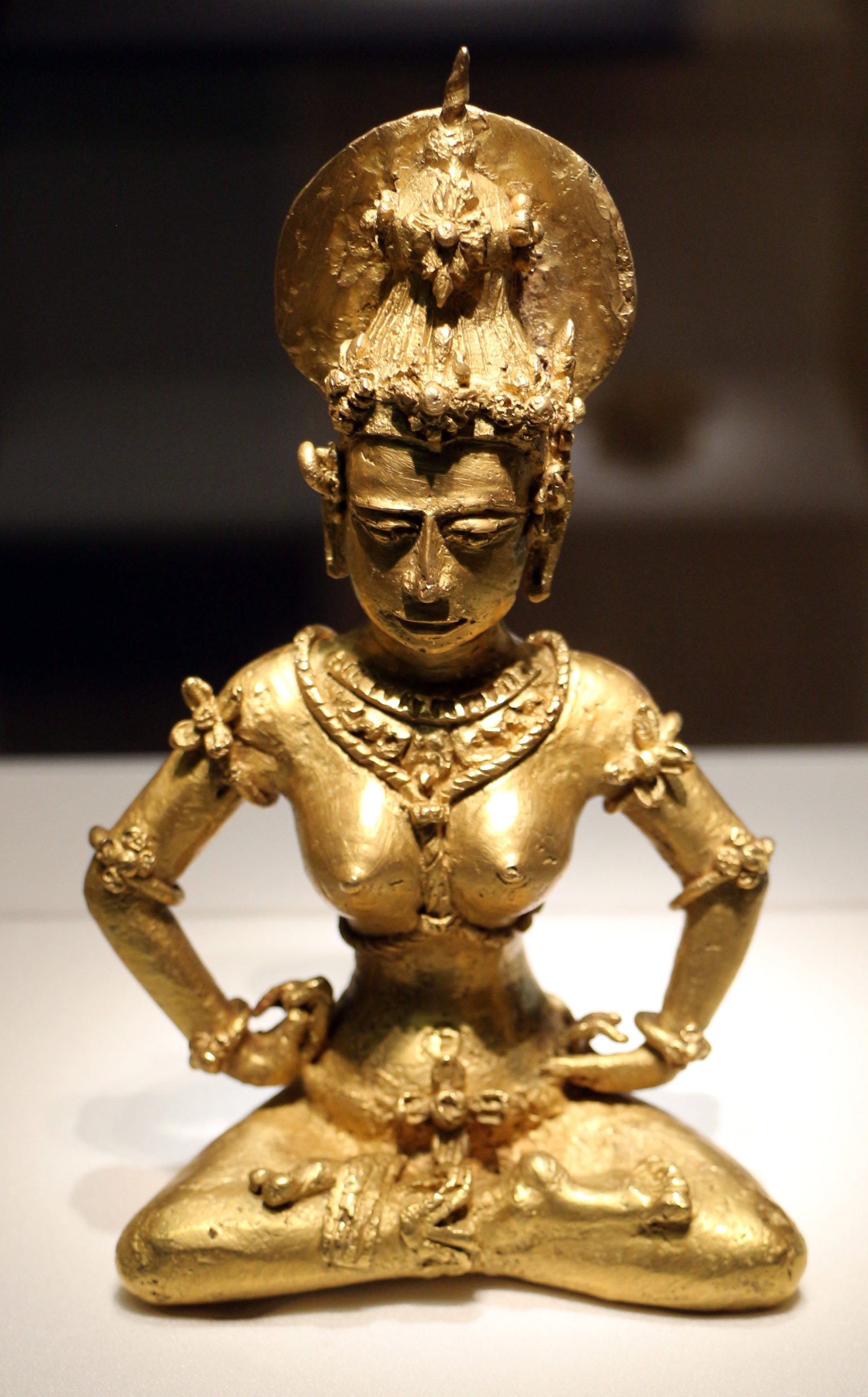
La Tara Dorada de Agusan muestra que los reinos locales de Filipinas durante la era eran hindúes e indianizados.

Sanmalan es un estado filipino precolonial ubicado en lo que ahora es Zamboanga, designado en los anales chinos como "Sanmalan" 三麻蘭. Los chinos consignaron un tributo en el año 982 de su rajá o rey, Chulan, representado en la corte imperial por su emisario Ali Bakti. La crónica histórica china posterior Zhufan zhi 諸蕃志 publicada en 1225; escribió una vez más sobre Sanmalan, pero ahora se conocía como Shahuagong. En contraste con su anterior mención como emporio comercial, se convirtió en un estado pirata impulsado por el saqueo de esclavos.

Muchas de las personas del país de Shahuagong salen al mar abierto en incursiones piratas. Cuando toman cautivos, los atan y los venden a Shepo (Java) (como esclavos)
~Zhufan zhi 1225

Cuando llegaron los españoles, otorgaron el estatus de Protectorado a la antigua entidad política de Sanmalan, que anteriormente había estado bajo la esfera del Sultanato de Sulu. Bajo el dominio español, el emplazamiento de Sanmalan recibió inmigrantes militares provenientes de México y Perú. Después de una rebelión contra el dominio español, el estado que reemplazó a España y que había subsistido en lo que alguna vez fue el emplazamiento de Sanmalan, fue la efímera República de Zamboanga.

#### Guerra contra el Imperio Hindú de Majapahit
En los años 1300, los anales chinos, Nanhai zhi, informaron que Brunéi invadió o administró los reinos filipinos de Butuan, Sulu y Ma-i (Mindoro) que recuperarían su independencia en una fecha posterior. A
Según el Nagarakretagama, el Imperio Majapahit bajo el emperador Hayam Wuruk, invadió Sulu en el año 1365. Sin embargo, en 1369, los Sulus se rebelaron y recuperaron la independencia y en venganza, asaltaron el Imperio Majapahit y su provincia. 'Po-ni (Brunei), y había invadido la costa noreste de Borneo y luego fue a la capital, saqueándola de tesoros y oro. En el saqueo de Brunei, los Sulus habían robado 2 perlas sagradas del rey de Brunei. Una flota de la capital de Majapahit logró ahuyentar a los Sulus, pero "Po-ni" quedó más débil después del ataque.

### Sinización

#### Mai

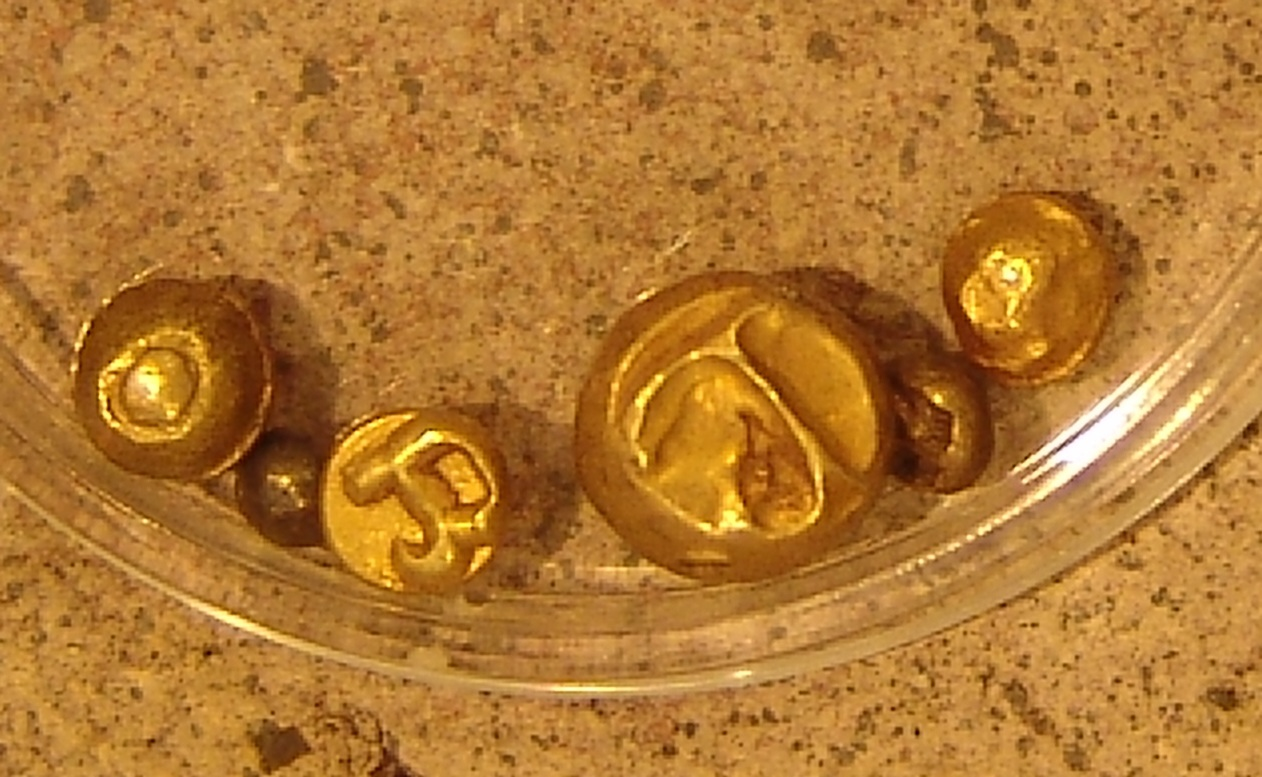
Una colección de Piloncitos de oro estampados con el carácter Baybayin de "Ma" posiblemente representando a la nación de Ma-i.

La fecha más temprana sugerida para el contacto de China con Filipinas es el año 982. Gracias a los anales imperiales chinos de Chu Fan Chih y Sung Shih se conoce de la existencia de Ma-i un estado que desapareció alrededor del 1300 y que supuestamente se ubicaba en la isla de Mindoro. Aunque poco más se conoce acerca de este estado, sabemos que comerciaba con Cantón (Guangzhou) y Quanzhou porque así lo cuenta Ma Duanlin en la Historia de los Song.

#### Sandao
Sandao "三嶋" en caracteres chinos, que también se conocía como Sanyu (三嶼), era una nación filipina prehispánica registrada en los anales chinos como una nación que ocupaba las islas de Jamayan 加麻延 (actual Calamian ), Balaoyou 巴姥酉 (actual Palawan), y Pulihuan 蒲裏喚 (cerca de la actual Manila). En el diccionario geográfico chino el Zhufan zhi 諸蕃志 (1225), fue descrito como un estado vasallo de la nación más poderosa de Ma-i centrada en la cercana Mindoro.

#### Pulilu
Pulilu era una entidad política prehispánica centrada en Polillo, Quezon y fue mencionado en el diccionario geográfico chino Zhufan zhi 諸蕃志 (1225). Se describe como políticamente conectado a la nación de Sandao "三嶋" en los Calamianes, que a su vez era un estado vasallo del país más grande de Ma-i  "麻逸" centrado en Mindoro. Se registró que su gente era guerrera y propensa al saqueo y al conflicto. En esta zona, el mar está lleno de arrecifes de coral, que tienen superficies onduladas que se asemejan a troncos de árboles en descomposición o hojas de afeitar. Los barcos que pasan por los arrecifes deben estar preparados para hacer maniobras agudas para evitarlos porque son más cortantes que espadas y alabardas. El coral rojo y el coral langgan azul también se producen aquí, sin embargo, son bastante difíciles de encontrar. También es similar a la nación de Sandao en las costumbres locales y productos comerciales. La principal exportación de esta pequeña entidad política son los corales raros.

#### Siquijor
La isla de Siquijor, en aquella época llamada Katagusan, también vivió una importante relación comercial con China. Se han encontrado evidencias arqueológicas que incluyen cerámicas y otros objetos chinos. También el arte de curación tradicional (véase: Medicina china tradicional) y el sistema de creencias (véase: Religión tradicional china se importaron y desarrollaron en el reino Katagusan. A la llegada de los españoles, el gobernante de la isla era el rey Kihod, según las crónicas de Legazpi. De hecho el nombre de la isla procede de cuando el Rey recibió a los españoles, este se presentó con las palabras Si Kihod («soy Kihod»). Los españoles erróneamente creyeron que hablaba sobre la isla, por lo que adoptaron el nombre de Sikihod, más tarde Siquijor.

#### Caboloan (Pangasinán)
Luyag na Caboloan (conocido como Feng-chia-hsi-lan en China) o Huangdon de Pangasinán fue un reino del norte de Filipinas, en la cuenca del río Agno, tributario de la dinastía Ming de China y con capital en Binalatongan (actual San Carlos de Binalatongan). Fue fundado alrededor del 1350 por la mítica princesa guerrera Urduja. Fue brevemente capturado por el corsario Limahon para un año más tarde ser conquistado por los españoles en 1576.
Probablemente se hablasen las lenguas pangasinenses. Las religiones principales fueron el hinduismo y el budismo, además de animistas.

#### Incursiones de Visayan contra China
Escribiendo en el siglo XIII, el historiador chino Chao Ju-Kua mencionó incursiones realizadas por Pi-sho-ye en las ciudades portuarias del sur de China entre 1174-1190 d. llegó a través de la parte sur de la isla de Taiwán. Historiadores posteriores identificaron a estos asaltantes como bisayanos, mientras que el historiador Efren B. Isorena, a través del análisis de relatos históricos y corrientes de viento en el lado del Pacífico del este y sureste de Asia, concluyó que dichos asaltantes probablemente eran la gente de Ibabao (el nombre precolonial para el costa oriental y una parte de la costa norte de Samar).

### Islamización

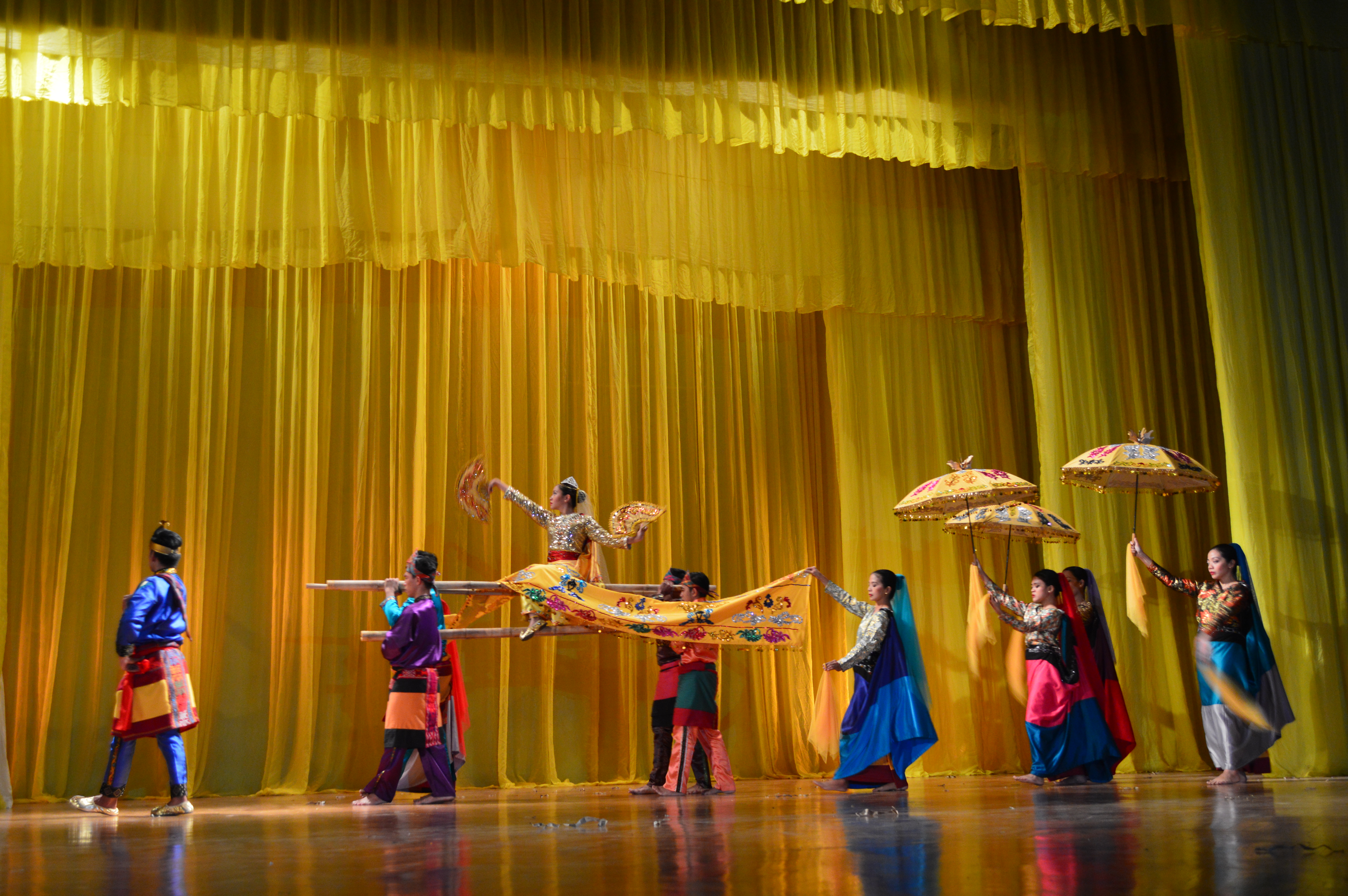
Espectáculo de la danza real de Maranao, el Singkil.

En 1380, se introduce el islam en Filipinas de la mano de Makhdum Karim, el primer musulmán misionero (predicador o dawwa) que en llegar al archipiélago. Los posteriores contactos con predicadores árabes, malayos y javaneses ayudaron a expandir la fe islámica entre los filipinos y surgieron varios sultanatos, es decir reinos que profesan la fe islámica. Más tarde, bajo la colonización española, el cristianismo sustituiría la preeminencia islámica, excepto en el sur. 

#### Sultanato de Maguindanao

Estandarte del Sultanato de Sulu.

A principios del siglo XVI, llega a las islas el dawwa Mohammed Kabungsuwan, de Johor (igual que Abu Bakr), y en 1515 funda el Sultanato de Maguindanao, expandiendo el islam por la isla de Mindanao que anteriormente era sobre todo hindú. Maguindanao fue el territorio que pudo resistir más tiempo la colonización española, pues desapareció definitivamente en 1888, trescientos veinticinco años más tarde.

#### Sultanato de Joló
El sultanato más destacado es el Sultanato de Joló, establecido en 1450 por Sharif ul-Hāshim con sede en el pequeño archipiélago de Joló y que abarcó partes de Indonesia, Malasia y las Filipinas. La casa real de este sultanato reivindicaban ser descendientes de Mahoma.

#### Sultanatos de Lanao
Los Sultanatos de Lanao en Mindanao, Filipinas fueron fundados en el siglo XVI a través de la influencia de Shariff Kabungsuan, quien fue entronizado como primer Sultán  de Maguindanao en 1520. Los Maranao de Lanao estaban familiarizados con el sistema de sultanato cuando el Islam fue introducido en la zona por Musulmanes misioneros y comerciantes de las regiones Medio Oriente, Indian y Malay que propagaron el Islam a Sulu y Maguindanao.
A diferencia de Sulu y Maguindanao, el sistema del Sultanato en Lanao fue excepcionalmente descentralizado. El área se dividió en Cuatro Estados Soberanos de Lanao o Pat a Phangampong a Ranao que se componen de varias casas reales (Sapolo ago nem a Panoroganan o The Sixteen ( 16) Casas Reales) con jurisdicciones territoriales específicas dentro de Mindanao continental. Esta estructura descentralizada del poder real en Lanao fue adoptada por los fundadores y mantenida hasta el día de hoy, en reconocimiento al poder compartido y prestigio de los clanes gobernantes en el área, enfatizando los valores de unidad de la nación ([[: wikt:unity|'

#### Sultanato de Brunéi y Vasallo Estado de Manila

Hacia el siglo XV, el Sultanato de Brunéi controló las orillas occidentales de las Filipinas.

Alrededor del año 1500, el Sultanato de Brunéi, bajo el sultán Bolkiah, atacó el Reino de Tondó y fundó una ciudad con el nombre malayo de Kota Selurong o Kota Seludong, capital del Reino de Manila, un estado satélite de Brunéi. Más tarde, Selurong devendrá en parte de la ciudad de Maynila ubicada en el banco opuesto del río Pasig. Aunque los rajás de Tondó, la casa Lakandula, mantuvieron sus títulos y propiedades, el poder político pasó a la casa Soliman, los rajás de Manila.

#### Caída del Dapitan Kedatuan
En 1667, el padre Francisco Combes, en su Historia de Mindanao, mencionó que en un momento de su historia, la gente de la isla de Panglao invadió el territorio continental de Bohol y posteriormente impuso su dominio económico y político en la zona. Consideraron a los habitantes anteriores de las islas como sus esclavos por razón de la guerra, como lo atestigua por ejemplo cómo Datu Pagbuaya, uno de los gobernantes de Panglao, consideró a Datu Sikatuna como su vasallo y pariente. La invasión de la parte continental de Bohol por parte de la gente de Panglao marcó el comienzo del llamado "reino" de Bohol, también conocido como el "Reino Dapitan de Bohol". El "reino" de Bohol prosperó bajo el reinado de los dos gobernantes hermanos de Panglao - Datu Dailisan y Datu Pagbuaya, con vínculos comerciales establecidos con los países vecinos del sudeste asiático, particularmente con el Sultanato de Ternate. El florecimiento del comercio en el "reino" de Bohol se debe a su ubicación estratégica a lo largo de los concurridos canales comerciales de Cebú y Butuan. Para que otros países como Ternate obtengan acceso a los concurridos puertos comerciales de Visayas, primero deben forjar lazos diplomáticos con el "reino" de Bohol. Las relaciones entre el Sultanato de Ternate y Bohol se agriaron cuando el sultán de Ternatan se enteró del triste destino de su emisario y sus hombres que fueron ejecutados por los dos jefes gobernantes de Bohol como castigo por abusar de una de las concubinas. Así, en 1563, los ternatanos atacaron Bohol. Veinte joangas haciéndose pasar engañosamente por comerciantes fueron enviados por el sultán de Ternate para atacar Bohol.
Cogidos desprevenidos, los habitantes de Bohol no pudieron defenderse de los asaltantes de Ternatan, que también estaban equipados con armas de fuego sofisticadas como mosquetes y arcabuces, que los boholanos vieron por primera vez. Estas nuevas armas fueron el resultado de la ayuda de los portugueses a la incursión de Ternatan en Bohol. Muchos boholanos perdieron la vida en este conflicto, incluido el hermano de Pagbuaya, Datu Dailisan. Después de la incursión de represalia de Ternatan contra Bohol, Datu Pagbuaya, que quedó como el único jefe reinante de la isla, decidió abandonar Bohol continental junto con el resto de los hombres libres porque consideraban que la isla de Bohol era desafortunada y maldita. Se asentaron en la costa norte de la isla de Mindanao, donde establecieron el asentamiento de Dapitan.

#### Rivalidades entre reinos

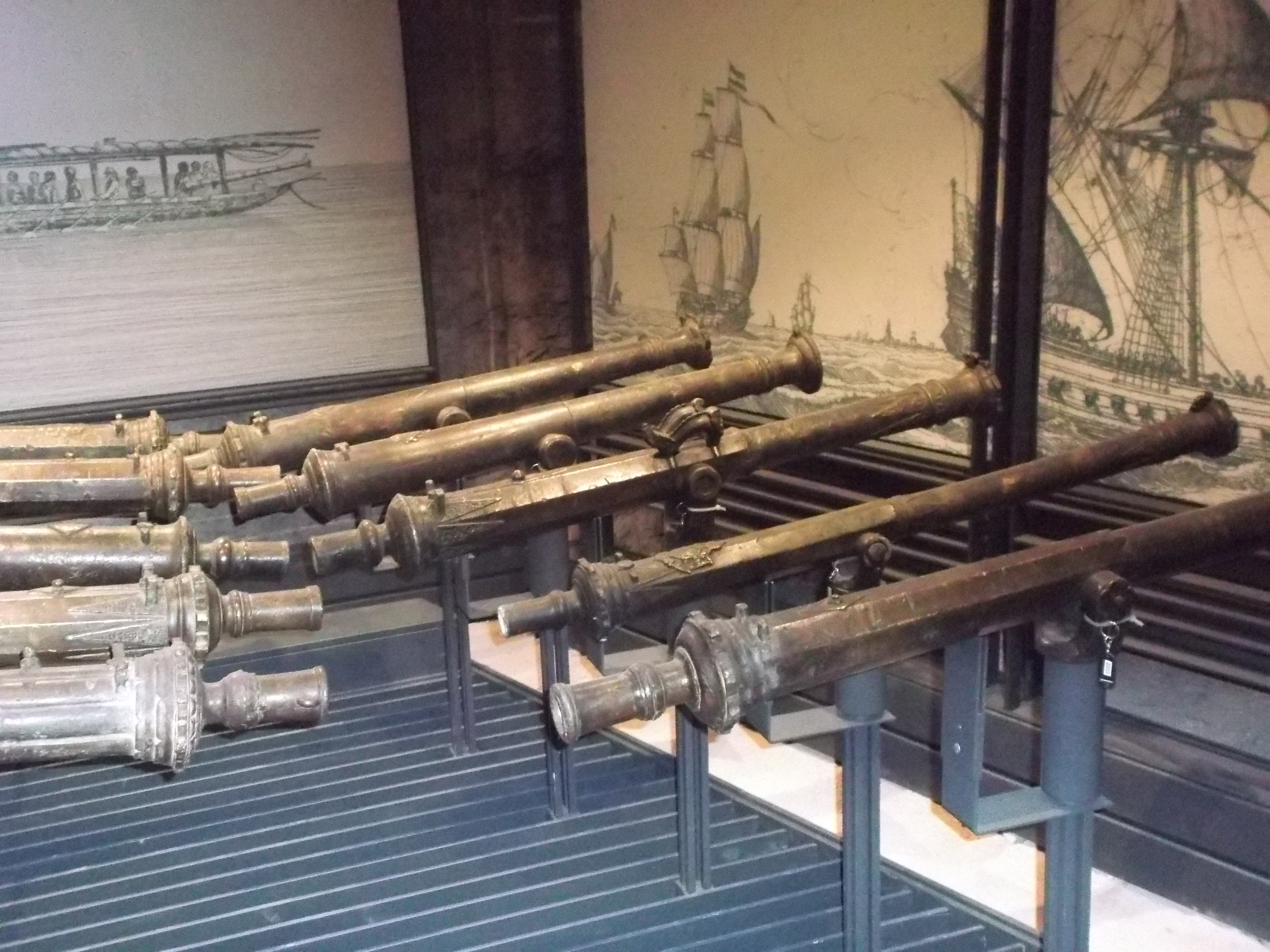
Una colección de lantaka filipinos, un tipo de arma giratoria utilizada en las guerras entre reinos.

urante este período también hubo un conflicto territorial latente entre el Estado de Tondo y el estado vasallo de Bruneian, el Rajahnate islámico de Maynila, para el cual el gobernante de Maynila, Rajah Matanda, buscó la ayuda militar contra Tondo de sus parientes. en el Sultanato de Brunei. Los Rajahnates hindúes de Butuan y Cebu también soportaron incursiones de esclavos y libraron guerras contra el Sultanato de Maguindanao. Simultáneamente con estas incursiones de esclavos , fue la rebelión de Datu Lapulapu de Mactan contra Rajah Humabon de Cebu. La población era escasa debido a las frecuentes guerras entre reinos y también debido a la frecuencia común de los tifones y la ubicación de Filipinas en el Cinturón de fuego del Pacífico. La escasa la población y los múltiples estados que compiten por el limitado territorio y la gente de las islas simplificaron la colonialización española al permitir que sus conquistadores emplearan efectivamente una estrategia de divide y vencerás para una rápida conquista.

### Los Luzones

#### Los Luzones y su papel en el sur, sureste y este de Asia
En el sudeste asiático continental, Luzones (Ellos son de la isla de luzon) ayudó al rey birmano en su invasión de Siam en 1547 d.C. Al mismo tiempo, Luzones luchó junto al rey siamés y se enfrentó al mismo ejército de elefantes del rey birmano en la defensa de la capital siamesa en Ayuthaya. La actividad militar y comercial de Lucoe llegó hasta Sri Lanka en el sur de Asia, donde se descubrió cerámica Lungshanoid hecha en Luzón en los entierros Los luzones tenían intereses militares y comerciales principalmente en el sudeste asiático con cierto alcance en el este y el sur de Asia, tanto que el soldado portugués Joao de Barros consideraba a los lucoes, que estaban militar y comercialmente activos en toda la región, "los más belicosos y valientes" de estas partes. Los filipinos de la isla de Luzón (Luzones) no eran los únicos filipinos en el extranjero, el historiador William Henry Scott, citando el manuscrito portugués Summa Orientalis, señaló que Mottama en Birmania (Myanmar) tenía una gran presencia de comerciantes. de la isla de Mindanao.

#### Los Luzones y la conquista de Filipinas por los Habsburgo españoles
Durante la década de 1500, los Luzones eran un pueblo procedente de Luzón, Filipinas. 
que tenía redes comerciales y militares en todo el Sur, 
Sudeste y este de Asia, y había encontrado empleo tanto para el lado otomano como para el portugués cuando los otomanos concentraron la asistencia a los sultanatos del sudeste asiático en su nuevo protectorado, el Sultanato de Aceh y los portugueses conquistaron Malaca. Luzón, de donde eran los Luzones, se dividieron entre pueblos islamizados y paganos (budistas, hindúes y animistas) que lucharon entre sí. Sin embargo, Luzones encontró empleo como funcionarios en toda la región, como en los siguientes casos. Debido a la invasión del Tondo hindú por el Sultanato de Brunéi que estableció al Rajahnato de Maynila musulmán como estado títere, el príncipe de Manila y nieto del sultán Bolkiah, llamado Rajah Ache, se desempeñó como almirante de la armada de Bruneian y había reprimido una revuelta budista en el suroeste de Borneo en la ciudad de Loue además de servir como ejecutor de los intereses de Bruneian en Luzón. Asimismo, después de la expedición otomana a Aceh, el comandante otomano, Heredim Mafamede, enviado desde Suez por su tío, Suleiman, virrey de El Cairo, cuando su flota más tarde tomó Aru en el Estrecho de Malaca, que contenía 4.000 musulmanes de Turquía, Abisinia, Malabar, Guyarat y Luzón, y tras su victoria, Heredim dejó allí una guarnición cuidadosamente seleccionada bajo el mando de un Luzones filipino llamado Sapetu Diraja. Sapetu Diraja, fue entonces asignado por el sultán de Aceh la tarea de mantener Aru (noreste de Sumatra) en 1540. Incluso, los Luzones se sumaron al intento de reconquista musulmana de Malaca contra los portugueses. Los mercenarios de Luzón también participaron en un intento fallido de retomar Malaca en 1525 con la ayuda del renegado portugués Martín Avelar. El "capitán de las Luces" navegaba en el buque insignia con guerreros que Joao de Barros consideraba "los más belicosos y valerosos de estas partes". Sin embargo, los Luzones también encontraron empleo en la Malaca portuguesa, y uno de ellos, Regimo Diraja fue designado como "Temenggung" (Guión Jawi: تمڠݢوڠ) (Gobernador y General en Jefe) sobre los nativos e incluso controló y vigiló el comercio entre el Océano Índico, el Estrecho de Malaca, el Mar de China Meridional, y los principados marítimos medievales de Filipinas. La doble lealtad a los otomanos y portugueses, de los filipinos (Lucoes) que tenían redes comerciales en el este, sureste y este de Asia, tuvo efectos en los intereses turcos en el Océano Índico porque Luzón finalmente dio su lealtad a Habsburgo controlaba España en una fecha más tarde.

## Imperio español

### Antecedentes de la colonización de Filipinas

Escudo de Felipe I de Castilla, usado por Carlos I de España antes de convertirse en emperador.

A principios del siglo xvi ocupaba el solio pontificio León X,  protector de las artes y de las letras. En 1516 por la muerte de Fernando el Católico, un príncipe de diecisiete años es dueño de unos estados de cuya extensión y poderío no había ejemplo en el mundo desde los tiempos de Alejandro y Carlomagno.
Carlos I de España Emperador del Sacro Imperio Romano Germánico, rey de España, Nápoles, Sicilia y Cerdeña, duque titular de Borgoña y archiduque de Austria había arribado al puerto de Tazones donde había recibido el Gobierno de manos del Regente de la Corona de Castilla, el cardenal Adriano de Utrech, futuro papa con el nombre de Adriano VI.
Reinaba en Francia el caballeroso Francisco I, cuya rivalidad con el Emperador le redujo a ser su prisionero de guerra a consecuencia de la famosa batalla de Pavía. Enrique VIII, el brazo derecho de la Reforma gobernaba la Inglaterra; y el famoso Don Manuel que había levantado su país al apogeo de su grandeza, reinaba en Portugal extendiendo sus alientos al par de España, á todas las regiones del Orbe, con sus empresas y conquistas, como fue el descubrimiento de la ruta atlántica hacia las Indias por el cabo de Buena Esperanza y el descubrimiento del Brasil.

...Constituida España bajo el genio profundamente organizador de los Reyes Católicos había conseguido la unidad nacional, base de su poder, formando de diversos estados independientes una sola y compacta Monarquía; había elevado á gran altura todos los ramos del saber humano, ascendiendo á cerca de cuatrocientos el número de escritores cuyas obras se publicaron en aquella época llamada del renacimiento de las ciencias y de las artes; y había en fin adquirido toda la plenitud de su ser, pues haciéndose conquistadora, é imponiendo su ley á las demas naciones, hizo resonar con el nombre de sus victorias las cuatro partes del mundo y extendió su dominio hasta mas allá de sus límites geográficos...
Felipe M. de Govantes

### Época primera (1515-1564)

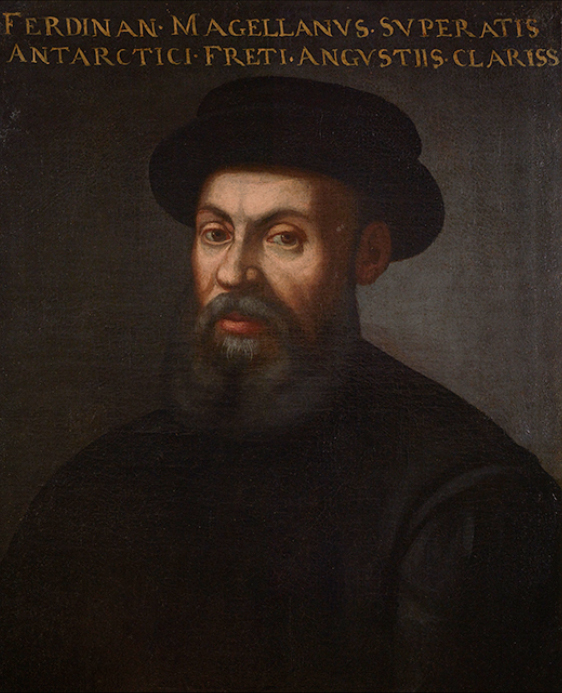
Magallanes.

Los descubrimientos, tanto los de Cristóbal Colón como los de Vasco de Gama asombraban al mundo, cuando los portugueses rivalizaban con los españoles en navegaciones atrevidas, buscando las especias de las islas Molucas. Hernando de Magallanes conjeturó la existencia de la unión de los dos mares, Atlántico y Pacífico, proponiendo su descubrimiento al rey de Portugal. Desatendido en esta corte acude a Valladolid en compañía del cosmógrafo Rui Faleiro donde los recibe Carlos I, a quien explican cómo es posible llegar a las Molucas por Occidente, atravesando mares no reservados a los portugueses por el Tratado de Tordesillas y, además de eso, según Faleiro, probar que las Islas de la Especiería se encontraban en el hemisferio castellano.
Con la influencia de Juan Rodríguez de Fonseca, obispo de Burgos, consiguieron la aprobación del rey Carlos I.
El 22 de marzo de 1518 Carlos I nombra capitanes a Magallanes y Faleiro para que partan a la búsqueda de las Islas de la Especiería, y en julio los eleva al grado de comendadores de la Orden de Santiago y les otorga un conjunto de privilegios

...Honrado con el hábito de la Orden militar de Santiago y lleno de esperanzas, trasladóse Magallanes á Sevilla donde el patriotismo del comercio contribuyó extraordinariamente á la eficacia de los preparativos, anticipando las cantidades necesarias. Allí recibió el estandarte real de manos del asistente de aquella ciudad D. Martín de Leyva; prestó con toda su gente el juramento de fidelidad al Rey Carlos I en la iglesia de Santa María de la Victoria y el día 10 de agosto de 1519, después de haber hecho públicas oraciones se dio á la vela en Sanlúcar de Barrameda llevando a sus órdenes las naves Trinidad, San Antonio, Victoria, Santiago y Concepción con doscientos treinta y cuatro hombres y víveres para dos años. ...
Felipe M. de Govantes

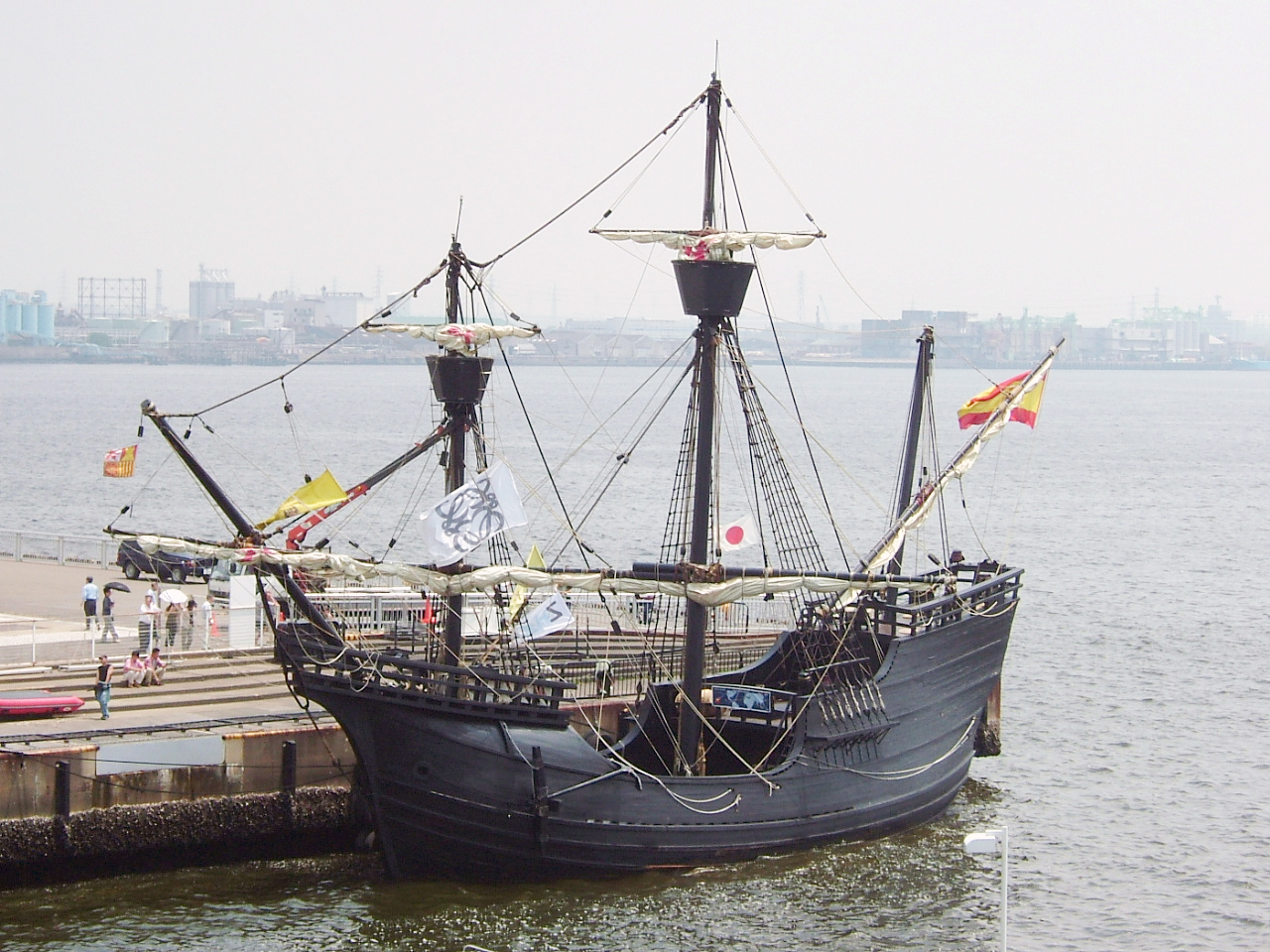
Réplica de la nao Victoria (Isla Cristina, 1991) en su visita a Japón en 2005, en el muelle de Odaiba de Tokio.

Habiendo recorrido dos mil leguas en el mar del Sur desde fin de noviembre de 1520 hasta marzo de 1521, descubren dos hermosas islas habitadas por idólatras. Eran parte de las Marianas y en ellas obtuvieron agua y víveres. La expedición vióse entonces salvada.

Mapa del primer viaje de circunnavegación mundial, con salida y llegada a Sevilla y mostrando su escala prolongada en Sanlúcar de Barrameda (Cádiz), España.

La primera visita registrada por el mundo occidental se da con la llegada del portugués Fernando de Magallanes a la isla de Homonhon, al sudeste de Samar el 16 de marzo de 1521, viajando bajo la bandera de España y que murió en la batalla de Mactán tras intervenir para apoyar al rajá Humabon de Cebú, en una contienda entre facciones rivales.

### Conquista Española de los reinos Filipinos (1565 - 1589)
Cuando los españoles llegaron a Filipinas existía ya un buen número de estados establecidos, algunos de los cuales habían existido desde hacía más de seis siglos. El más tempranamente establecido fue el reino de Tondo en el siglo x, mientras que el rajanato de Cebú o la confederación de Madja-as se remontaba al siglo xiii. El reino de Manila había sido establecido hacia 1500.
Antes de la invasión, los reinos filipinos estaban divididos y escasamente poblados. Esto se debió a las constantes guerras entre reinos y la frecuencia común de los desastres naturales, lo que facilitó la conquista. Los primeros asentamientos españoles permanentes en la isla de Cebú empezaron con la expedición de Miguel López de Legazpi en 1565, quien con tan solo cinco barcos y cuatrocientos hombres acompañados de cinco monjes agustinos, y reforzado en 1567 por otros doscientos soldados, pudo repeler a los portugueses y comenzar la era del dominio español de filipinas que duraría más de tres siglos. Su nieto, Juan de Salcedo, quien nació en México, y tuvo un romance con la Princesa Kandarapa de Tondo, que Legaspi, desaprobó con cuarenta y cinco hombres conquistó el norte de Luzón (las provincias de Zambales, Pangasinán, La Unión, Ilocos y la costa de Cagayán), y aseguró la sumisión de sus pueblos al dominio español.
López de Villalobos renombró las islas Filipinas en honor del Infante de España, el futuro Felipe II, poco después de la llegada de los españoles a las islas. Durante el dominio español, se unificó políticamente el archipiélago que anteriormente estaba compuesto por un cierto número de estados y ciudades-estado independientes. Muchos de estos estados tenían el islam como religión principal y tenían acceso a rutas comerciales que los conectaban a Asia y al resto del mundo musulmán. Los españoles introdujeron sus códigos basados en el derecho romano, así como la imprenta y el calendario gregoriano, que sustituyó en muchos estados al calendario musulmán.
La llegada de los ibéricos al archipiélago filipino supuso el freno a la paulatina expansión islámica hacia el norte del archipiélago. Al llegar la expedición de Magallanes, en el año 1521, el islam estaba establecido en algunos lugares de Mindanao, Joló, en comarcas tagalas de Luzón, en Palawan y en las islas Calamianes, aunque de una forma muy laxa, sobre todo en los tres últimos lugares. Con el envío de frailes agustinos a la ciudad de Cagayán de Oro, al norte de la isla de Mindanao, se detuvo el avance del islam en la comarca. Incluso la Santa Sede intentó facilitar la conversión al cristianismo concediéndoles a los habitantes de la isla privilegios tales como quedar exentos de la jurisdicción del Tribunal de la Santa Inquisición, no estar sujetos a muchos impedimentos matrimoniales legislados, y no tener que pagar diezmos ni primicias.
El conflicto con los musulmanes entró en vías de solución en 1645, cuando el sultán Kudarat y los demás jefes de Mindanao cedieron parte de su territorio a los españoles y permitieron la labor de los misioneros en sus dominios, mientras que los españoles reconocieron la soberanía de los líderes musulmanes. Además, se delimitaron los territorios ocupados por los musulmanes y los cedidos a los españoles y se permitió predicar a los misioneros cristianos en los territorios de los musulmanes.
Legazpi construyó un fuerte en Maynila e hizo propuestas de amistad a Lakan Dula, Lakan de Tondo, quien aceptó. Sin embargo, el antiguo gobernante de Maynila, el rajá musulmán, Rajah Sulayman, que era vasallo del sultán de Brunei, se negó a someterse a Legazpi, pero no consiguió el apoyo de Lakan Dula ni de los asentamientos de Pampangan y Pangasinan para el norte. Cuando Tarik Sulayman y una fuerza de Kapampangan y guerreros musulmanes tagalos atacaron a los españoles en la batalla de Bangkusay, finalmente fue derrotado y asesinado, los españoles también destruyeron la ciudad amurallada de Kapampangan. estado de Cainta.
En 1578, estalló la Guerra de Castilla (Borneo) entre los españoles cristianos y los bruneanos musulmanes por el control del archipiélago filipino. Por un lado, los bisayanos no musulmanes recién cristianizados de los Kedatuan de Madja-as y Rajanato de Cebu, más los Rajanato de Butuan (que eran del norte de Mindanao ), así como los restos de los Kedatuan de Dapitan habían librado previamente la guerra contra el Sultanato de Sulu, Sultanato de Maguindanao y Reino de Manila, luego se unieron a los españoles en la guerra contra el Imperio de Brunei y sus aliados, el estado títere de Brunei de Maynila, Sulu, que tenía vínculos dinásticos con Brunei, así como Maguindanao, que era un aliado de Sulu. Los españoles y sus aliados de Visayan asaltaron Brunei y tomaron su capital, Kota Batu. Esto se logró como resultado en parte de la asistencia que les prestaron dos nobles, Pengiran Seri Lela y Pengiran Seri Ratna. El primero había viajado a Manila para ofrecer a Brunei como tributario de España a cambio de ayuda para recuperar el trono usurpado por su hermano, Saiful Rijal. Los españoles acordaron que si tenían éxito en la conquista de Brunei, Pengiran Seri Lela de hecho se convertiría en el sultán, mientras que Pengiran Seri Ratna sería el nuevo Bendahara. En marzo de 1578, la flota española, dirigida por el propio De Sande, actuando como Capitán general, inició su viaje hacia Brunei. La expedición estaba formada por 400 españoles y mexicanos, 1500 filipinos nativos y 300 borneanos. La campaña fue una de muchas, que también incluyó acciones en Mindanao y Sulu.
Los españoles lograron invadir la capital el 16 de abril de 1578, con la ayuda de Pengiran Seri Lela y Pengiran Seri Ratna. Sultan Saiful Rijal y Paduka Seri Begawan Sultan Abdul Kahar se vieron obligados a huir a Meragang y luego a Jerudong. En Jerudong, hicieron planes para ahuyentar al ejército conquistador de Brunei. Los españoles sufrieron grandes pérdidas debido a un brote de cólera o disentería. Eran tan debilitados por la enfermedad que decidieron abandonar Brunei para regresar a Manila el 26 de junio de 1578, después de apenas 72 días. Antes de hacerlo, quemaron la mezquita, una estructura alta con un techo de cinco niveles. Pengiran Seri Lela murió en agosto-septiembre de 1578, probablemente de la misma enfermedad que había afectado a sus aliados españoles, aunque se sospechaba que el sultán gobernante podría haberlo envenenado. La hija de Seri Lela, la princesa de Brunei, se fue con los españoles y se casó con un tagalo cristiano, llamado Agustín de Legazpi de Tondo y tuvo hijos en Filipinas.

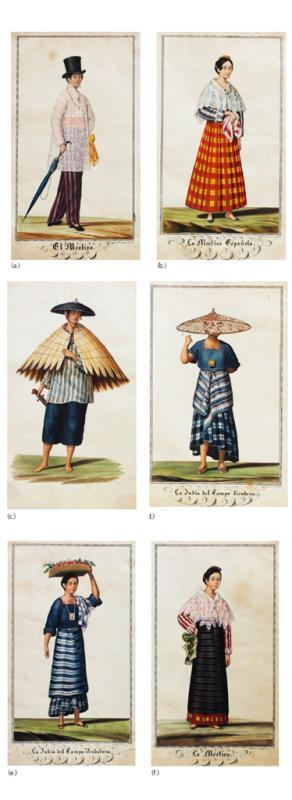
Filipinos durante la era española.

Al mismo tiempo, el norte de Luzón se convirtió en un centro del "Comercio de Bahan" (comercio de bafan), que se encuentra en la Historia de Japam de Luís Fróis, se refiere principalmente a los robos, redadas y saqueos realizados por los piratas japoneses de Kyūshūa cuando asaltaron China. mares El período Sengoku (1477–1603) o el período de los estados en guerra de Japón había extendido las actividades de los wakō 倭寇 (Piratas japoneses) en los mares de China, algunos grupos de estos asaltantes se trasladaron a Filipinas y establecieron su asentamientos en Luzón. Debido a la proximidad a las playas de China, Filipinas era un lugar propicio para lanzar incursiones en las provincias de Guangdong y Fujian, y para el envío con Indochina y las Islas Ryūkyū. Estos fueron los días felices de la rama filipina del comercio de Bahan. Por lo tanto, los españoles buscaron luchar contra estos piratas japoneses, entre los que destacaba el señor de la guerra Tayfusa, a quien los españoles expulsaron después de establecer los inicios de una ciudad-estado de piratas japoneses en el norte de Luzón. Los españoles los repelieron en las legendarias Combates de Cagayán. Debido a la prohibición de comercio de los Ming de 1549 contra el shogunato Ashikaga como consecuencia de las incursiones piratas de Wokou, esto resultó en la prohibición de que todos los japoneses ingresen a China y de que los barcos chinos navegar a Japón. Por lo tanto, Manila se convirtió en el único lugar donde los japoneses y los chinos pueden comerciar abiertamente, a menudo también intercambiando plata japonesa por seda china.
En 1587, Magat Salamat, uno de los hijos de Lakan Dula, junto con el sobrino de Lakan Dula y señores de las áreas vecinas de Tondo, Pandacan, Marikina, Candaba, Navotas y Bulacan, fueron ejecutados cuando la Tondo de 1587–1588 fracasó en el que una gran alianza planificada con el capitán cristiano japonés, Gayo (el mismo Gayo era un Woku que una vez pirateó en Cagayán) y el sultán de Brunei, habría restaurado la antigua aristocracia. Su fracaso resultó en el ahorcamiento de Agustín de Legaspi y la ejecución de Magat Salamat (el príncipe heredero de Tondo). A partir de entonces, algunos de los conspiradores fueron exiliados a Guam o Guerrero, México.
El poder español se consolidó aún más después de la asimilación completa de Madja-as por parte de Miguel López de Legazpi, su subyugación de Rajah Tupas, el Rajah de Cebu y la conquista de Juan de Salcedo de las provincias de Zambales, La Unión , Ilocos, la costa de Cagayán y el saqueo del reino pirata del señor de la guerra chino Limahong en Pangasinan.
Los españoles también invadieron Norte de Taiwán y Ternate en Indonesia, utilizando guerreros filipinos, especialmente por filipino-visayanos de Kedatuan de Dapitan y Bohol, 
antiguos enemigos de Sultanato de Ternate, antes de que los holandeses los expulsaran. El Sultanato de Ternate volvió a la independencia y luego lideró una coalición de sultanatos contra España. Mientras Taiwán se convirtió en el bastión de los leales a Ming y estado pirata del Reino de Tungning. Los españoles y los moros de los sultanatos de Maguindanao, Lanao y Sulu también libraron muchas guerras durante cientos de años en el conflicto español-moro, fueron apoyados por la lengua papú que hablaba el sultanato de Ternate en Indonesia. que recuperó la independencia de España, así como el Sultanato de Brunei, no fue hasta el siglo XIX que España logró derrotar al Sultanato de Sulu y tomar Mindanao bajo soberanía nominal.
Los españoles consideraron su guerra con los musulmanes en el sudeste asiático una extensión de la Reconquista, una campaña de siglos para retomar y recristianizar la patria española que fue invadida por los musulmanes del califato omeya. Las expediciones españolas a Filipinas también formaron parte de un conflicto mundial iberoislámico más grande que incluía una guerra contra el califato otomano que acababa de invadir antiguas tierras cristianas en el Mediterráneo oriental y que tenía un centro de operaciones en el sudeste asiático en su vasallo cercano, la Sultanato de Aceh. Así Filipinas se convirtió en un teatro de las Guerras habsburgo-otomanas en curso en todo el mundo.
Con el tiempo, también se establecieron fortificaciones españolas en Taiwán y las islas Molucas. Estos fueron abandonados y los soldados españoles, junto con el recién cristianizado nativos de las Molucas, se retiraron a Filipinas para volver a concentrar sus fuerzas militares debido a una amenaza de invasión por el lealista de la dinastía Ming nacido en Japón, Koxinga, gobernante del Reino de Tungning. Sin embargo, la invasión planeada fue abortada. Mientras tanto, se enviaron colonos a las islas del Pacífico de Palau y las Marianas.

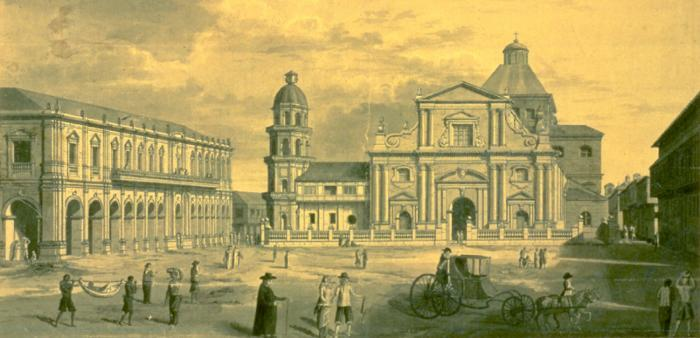
El croquis de la Plaza de Roma Manila por Fernando Brambila, miembro de la Expedición Malaspina durante su escala en Manila en 1792.

En 1593, un séquito diplomático dirigido al "Rey de Luzón" del Rey de Camboya que llevaba un elefante como tributo llegó a Manila. El rey de Camboya, que fue testigo de la actividad militar de los Luzones precoloniales que eran mercenarios en todo el sudeste asiático, incluso en Birmania y Siam, ahora imploró a los nuevos gobernantes de Luzón, los españoles, que lo ayudaran en una guerra para recuperar su reino de una invasión de los siameses. Eso había causado el desafortunado Guerra hispano-camboyana que, aunque terminó en un fracaso, había sentado las bases de la futura restauración de Camboya del dominio tailandés bajo la Cochinchina francesa que recurrió a los aliados españoles.

### Virreinato de Nueva España (1565-1821)

Mapa del Virreinato de Nueva España en 1794. Anterior a la paz de Basilea y al abandono del Fuerte de San Miguel en la isla de Vancouver.

El territorio de las Filipinas fue gobernado por el Virreinato de Nueva España desde 1565 hasta la independencia de México en 1821. Hasta entonces las islas eran administradas desde la Ciudad de México y controladas a través del puerto de Acapulco, en la costa novohispana del Pacífico. No fue hasta la independencia de México cuando pasaron a ser administradas directamente por Madrid. La ruta del Galeón Manila-Acapulco conectaba México con Filipinas. Legalmente, a los Galeones de Manila solo se les permitía comerciar entre México y Filipinas, sin embargo, el comercio ilegal, el comercio y la migración interna ocurrían en secreto entre Filipinas y otras naciones de las Américas españolas debido a la enorme demanda y rentabilidad. de productos asiáticos en América Latina y este desafío clandestino a los decretos coloniales españoles que prohibían el comercio, continuó durante todo el período de los Galeones de Manila. Como el Virreinato de Nueva España estaba más cerca que Madrid, la mayoría de los colonos y soldados enviados a Filipinas eran latinoamericanos (criollos, mestizos e indios). Fue una empresa más difícil compara los españoles en España, ya que España no estaba sola en las cruzadas contra turcos y marroquíes en Europa y el Mediterráneo, ya que tenía aliados como Portugal, Francia e Italia. Mientras tanto, Filipinas era el único territorio de mayoría católica en Asia. Filipinas estaba rodeada por China, el país budista más grande, y por Indonesia, el país musulmán más grande, y un imperio hostil de Japón, pero aún así se defendió con la ayuda de latinoamericanos.
El primer censo en Filipinas se fundó en 1591, sobre la base de los tributos recaudados. Los tributos cuentan la población fundadora total de Hispano-Filipinas como 667.612 personas, de los cuales: 20.000 eran comerciantes inmigrantes chinos, en diferentes momentos: alrededor de 15.600 personas eran soldados-colonos latinoamericanos que fueron enviados acumulativamente desde Perú y México y fueron enviados a Filipinas anualmente, 3.000 eran residentes japoneses, y 600 eran españoles puros de Europa. De estos españoles, 236 fueron enobligados y recibieron encomiendas para gobernar en las numerosas provincias de Filipinas. También había un número grande pero desconocido de filipinos indios porque importaron cantidades masivas de esclavos de Bengala y el sur de la India. Esto hizo que los bengalíes de habla indoeuropea y los tamiles de habla dravidiana tuvieran presencia en las áreas rurales de Filipinas. el resto de la población eran malayos y negritos. Por lo tanto, con solo 667.612 personas, durante esta era, Filipinas se encontraba entre las tierras más escasamente pobladas de Asia. Por el contrario, Japón durante esa era (el siglo XVI) ya tenía una población de 8 millones o México tenía una población de 4 millones, lo que era enorme en comparación a los meros 600.000 de Filipinas. En 1600, el método de conteo de la población fue renovado por los funcionarios españoles, quienes luego basaron el conteo de la población a través de registros eclesiásticos.
En 1635, Don Sebastián Hurtado de Corcuera, quien era gobernador de Panamá, importó peruanos y panameños (incluidos colonos genoveses de Panamá Viejo) como soldados para hacer la guerra contra el Mindanao musulmán y como colonos para fundar el Presidio de Zamboanga.
El 28 de abril de 1750 en Panique, obispado de Nueva Segovia, provincia de Pangasinán recibió el bautismo don Fernando I Alimudín, titulado rey de Joló.

Mapa de la Capitanía General de las Filipinas.

En 1785 el rey Carlos III de España crea la Real Compañía de las Filipinas asumiendo las funciones que hasta ese momento había venido desarrollando la Real Compañía Guipuzcoana de Caracas. Impulsada por empresarios vascos tuvo el monopolio de la industria del comercio y sirvió para mantener una actividad estable entre Asia y España y reforzó el papel de Filipinas en el entorno asiático. No obstante, redujo los derechos de monopolio de las demás compañías del imperio lo que dio lugar a problemas sobre competencias con los que operaban con productos similares con América. Más graves fueron los conflictos con los propios filipinos, que usaban la ruta con Acapulco para sus actividades y con el Reino Unido, que mantenía el comercio asiático como primera potencia. Estos problemas derivaron en una progresiva decadencia del proyecto a partir de 1794, quedando prácticamente inoperativa a finales del siglo xviii y comienzos del XIX. Durante la regencia de María Cristina en nombre de Isabel II, la compañía fue disuelta.
La Diputación Provincial de las Islas Filipinas fue un órgano creado en 1813 por la Junta Superior Provincial dependiente de la Junta Suprema Central Gubernativa de España e Indias, creada como gobierno temporal de España en plena Guerra de la Independencia Española.
En 1814 Fernando VII reinstauraría el absolutismo, por lo que las diputaciones provinciales quedaron abolidas hasta el pronunciamiento liberal del Rafael de Riego de 1820, que daría lugar a su resurgimiento.
Durante el periodo español se fundaron numerosas ciudades y núcleos urbanos, se creó mucha infraestructura, se introdujeron varios cultivos y ganados. El comercio floreció. Los misioneros españoles cristianizaron a la mayoría de la población y fundaron escuelas, universidades y hospitales por todas las islas.  Durante esta época hubo Inmigración española en Filipinas. El estudio de antropología realizado por el investigador Matthew C. Go, por otro lado, muestra que la ascendencia española puede llegar hasta el 6% de la población mientras que el 12,7% de la población puede clasificarse antropológicamente como latinoamericana.
Ya que los latinoamericanos enviados por los españoles a Filipinas eran exiliados políticos. Estos latinoamericanos incitaron a los filipinos a rebelarse eventualmente ya que se inspiraron en las Guerras de Independencia de los latinoamericanos Además de la inmigración latinoamericana a Filipinas, los nobles nativos, los administradores españoles y los empresarios chinos importaron cantidades masivas de esclavos de Bengala y el sur de la India. Esto hizo que los bengalíes de habla indoeuropea y los tamiles de habla dravidiana tuvieran presencia en las áreas rurales de Filipinas.

### Ocupación británica (1762-1764)
Gran Bretaña declaró la guerra a España el 4 de enero de 1762, y el 24 de septiembre de 1762, una fuerza de soldados regulares del ejército británico y soldados de la Compañía Británica de las Indias Orientales, apoyados por los barcos y hombres del Escuadrón de las Indias Orientales. de la Marina Real británica, navegó hacia la Bahía de Manila desde Madrás, India.  Batalla de Manila (Manila (1762)) fue sitiada y cayó ante los británicos el 4 de octubre de 1762.
Fuera de Manila, el líder español Simón de Anda y Salazar organizó una milicia de 10.000 en su mayoría de Pampanga para resistir los intentos británicos de extender su conquista fuera de Manila. Anda y Salazar estableció su cuartel general primero en Bulacan, luego en Bacolor. Después de una serie de escaramuzas e intentos fallidos de apoyar los levantamientos filipinos, el mando británico admitió ante el secretario en Guerra en Londres que los españoles estaban "en plena posesión del país". La ocupación de Manila terminó en abril de 1764 según lo acordado en las negociaciones de paz para la Guerra de los Siete Años en Europa. Los españoles entonces persiguieron a la Binondo comunidad china por su papel en ayudar a los británicos. Un número desconocido de Soldados indios conocidos como cipayos, que llegaron con los británicos, desertaron y se establecieron en las cercanías de Cainta, Rizal, lo que explica las características indias únicas de generaciones de residentes de Cainta.

### Revoluciones hispanoamericanas y dominio directo español
En 1766 se estableció comunicación directa con España y comercio con Europa a través de un barco nacional con base en España. En 1774, los oficiales coloniales de Bulacan, Tondo, Laguna Bay y otras áreas aledañas a Manila informaron con consternación que los soldados y desertores (de México, España y Perú) dados de baja durante la ocupación británica estaban brindando a los indios entrenamiento militar para las armas que habían sido difundida por todo el territorio durante la guerra. Las expediciones desde España fueron administradas desde 1785 por la Real Compañía Filipina, a la que se le otorgó un monopolio de comercio entre España y las islas que duró hasta 1834, cuando la compañía fue rescindido por la corona española debido a mala gestión y pérdidas económicas. Sobre esta época, Gobernador ni el general Anda se quejó de que los soldados latinoamericanos y españoles enviados a Filipinas se habían dispersado "por todas las islas, hasta las más lejanas, en busca de subsistencia".
En 1781, el Gobernador General José Basco y Vargas estableció la Sociedad Económica de los Amigos del País. Filipinas fue administrada desde el Virreinato de Nueva España hasta que la independencia de México en 1821 requirió el gobierno directo de España sobre Filipinas a partir de ese año.
En las Américas; Los filipinos en el extranjero estuvieron involucrados en varios movimientos anticoloniales, Filomeno V. Aguilar Jr. en su artículo: "Manilamen and seafaring: engagement the maritima world beyond the Spanish realm", afirmó en él que los filipinos que internacionalmente se llamaban Manilamen estaban activos en las armadas. y ejércitos del mundo incluso después de la era de los galeones de Manila, como el caso de la guerra de independencia argentina en la que un argentino de ascendencia francesa, Hypolite Bouchard, sitió Monterey California como corsario del ejército argentino. Su segundo barco, el Santa Rosa, capitaneado por el estadounidense Peter Corney, tenía una tripulación multiétnica que incluía filipinos. Se ha propuesto que esos filipinos fueran reclutados en San Blas, Mexico un puerto alternativo a Acapulco México donde varios filipinos se habían asentado durante el Galeón Manila-Acapulco era comercial. Las relaciones argentino-filipinas se pueden rastrear incluso antes, ya que Filipinas ya recibía inmigrantes de América del Sur, como el soldado Juan Fermín de San Martín, quien era hermano del líder de la Revolución Argentina José de San Martín.
Asimismo, en México, alrededor de 200 filipinos fueron reclutados por Miguel Hidalgo en su revolución contra España, el más destacado de los cuales fue el nacido en Manila Ramón Fabié luego, cuando la revolución fue continuada por el presidente Guerrero, el general Isidoro Montes de Oca, otro filipino-mexicano, había participado en la guerra revolucionaria mexicana contra España también. La reciente participación de filipinos en el extranjero en guerras antiimperialistas en las Américas comenzó incluso antes, cuando los filipinos en el asentamiento de Saint Malo, Louisiana ayudaron a los Unidos en la defensa de Nueva Orleans durante la Guerra de 1812.
Tras la independencia de México, los filipinos tuvieron tal efecto en México que hubo planes entre los mexicanos recién independizados para ayudar a los filipinos a rebelarse contra España también, incluso hubo un memorando secreto del gobierno mexicano que decía:
Ahora que los mexicanos afortunadamente hemos obtenido nuestra independencia por la revolución contra el dominio español, es nuestro deber solemne ayudar a los países menos afortunados especialmente a Filipinas, con quien nuestro país ha tenido las relaciones más íntimas durante los últimos dos siglos y un medio. Deberíamos enviar agentes secretos con un mensaje a sus habitantes para que se levanten en revolución contra España y que les daremos ayuda financiera y militar para ganar su libertad. Si Filipinas logra obtener su independencia de España, debemos felicitarla calurosamente y desde una alianza de amistad y comercio con ella como nación hermana. Además, debemos retomar las íntimas relaciones México-Filipinas, tal como eran durante los días felices del comercio de galeones entre Acapulco y Manila.
Asimismo, en este período, los filipinos en el extranjero también estaban activos en Asia-Pacífico, especialmente en China e Indochina. Durante la rebelión de Taiping, Frederick Townsend Ward tenía una milicia que empleaba a extranjeros para sofocar la rebelión para el gobierno de Qing. Al principio, contrató a aventureros estadounidenses y europeos, pero demostraron ser rebeldes. Mientras reclutaba mejores tropas, conoció a su ayudante de campo, Vincente (¿Vicente?) Macanaya, que tenía veintitrés años en 1860 y formaba parte de la gran población filipina que vivía entonces en Shanghái, que “eran hábiles a bordo de los barcos y más que un poco problemáticos en tierra”, como lo expresó periodísticamente Caleb Carr. it. Smith, otro escritor sobre China, también señala en su libro: "Mercenarios y mandarines" que los hombres de Manila tenían "reputación de ser luchadores valientes y feroces" y "abundaban en Shanghái y siempre estaban ansiosos por la acción". Durante esta rebelión de Taiping, en julio de 1860, la fuerza de hombres de Manila de Townsend Ward, entre uno y doscientos mercenarios, asaltó con éxito la prefectura de Sung-Chiang. Por lo tanto, mientras que Filipinas fue engendrando lentamente con el fervor revolucionario siendo reprimido por España, los filipinos en el extranjero han tenido un papel activo en los compromisos militares y navales de varias naciones en América y Asia-Pacífico. Soldados de Filipinas fueron reclutados por Francia, que estaba aliada con España, para proteger inicialmente a los conversos indochinos al catolicismo romano que fueron perseguidos por sus gobiernos nativos, y más tarde por una conquista real de Vietnam y Laos, así como por el establecimiento del Protectorado de Camboya, que fue liberado de las invasiones tailandesas y restablecido como un estado vasallo de Francia con la unión franco-española. -Fuerzas filipinas creando Cochinchina francesa  que fue gobernada desde la antigua ciudad camboyana y ahora vietnamita de Saigon. El descontento Criollo y latino contra los peninsulares (españoles directos de España) espoleados por su amor a la tierra y su pueblo sufrido tenían un odio justificado contra los explotadores  Peninsulares que sólo ocupaban altos cargos por su raza y lealtad inquebrantable a la patria. Esto resultó en el levantamiento de Andrés Novales, un soldado nacido en Filipinas que ganó gran fama en la España más rica pero decidió regresar para servir en las Filipinas más pobres. Fue apoyado por soldados locales, así como por ex oficiales del ejército español de Filipinas que eran principalmente del ahora soberano México así como las naciones recientemente independientes de Colombia, Venezuela, Perú, Chile, Argentina y Costa Rica. El levantamiento fue brutalmente reprimido pero presagió el Motín de Cavite de 1872 que fue un precursor de la Revolución filipina . A raíz de la participación de los soldados chilenos en el levantamiento de Andrés Novales contra España, el fundador irlandés-chileno de Chile, Bernardo O'Higgins, se enteró del sentimiento antiespañol entre los filipinos y planeó enviar una flota para liberar Filipinas de España. , bajo el mando del almirante escocés-chileno, Lord Thomas Cochrane. La flota habría sido enviada a Filipinas de no haber sido por el intempestivo exilio de Bernardo O'Higgins.
Sin embargo, Hispano-Filipinas alcanzó su cenit cuando el Marcelo Azcárraga Palmero nacido en Filipinas se convirtió en un héroe al restaurar la Casa de Borbón Dinastía de España al trono durante su período como Teniente General ( General de tres estrellas) después de que los Borbones hayan sido depuestos por los revolucionarios. Eventualmente se convirtió en Primer Ministro del Imperio español y se le otorgó la membresía en la Orden del Toisón de Oro, que se considera la orden de caballería más exclusiva y prestigiosa del mundo.

## De la Revolución filipina a la independencia

### Revolución filipina
Al final del siglo xix se desarrolla un movimiento independentista, el Katipunan, que se enfrentaría en un conflicto armado con la gobernación española y daría lugar a la llamada Revolución filipina. Uno de los personajes clave de este movimiento fue José Rizal, cirujano oftalmólogo y novelista, injustamente acusado de ser miembro del Katipunan, pero su asesinato por las autoridades españolas en 1896 hizo de él un mártir nacional y reforzó la resistencia al régimen virreinal. Otros personajes claves fueron Andrés Bonifacio fundador del Katipunan y el general Emilio Aguinaldo otro de los líderes del movimiento independentista.
Tras la intervención de Estados Unidos durante la Guerra Hispano-Americana, que en un principio manifestó que solo quería ayudar a los rebeldes a alcanzar la independencia, se produjo la derrota española con la proclamación de independencia y el establecimiento de la Primera República Filipina.

### Gobernadores
Véase: Gobernadores de Filipinas.
El Real Gobernador General de las Filipinas dirigió esta colonia española hasta su traspaso a los Estados Unidos de América. El gobernador también poseía el título de capitán general, un rango militar conferido por las Cortes españolas. Estos gobernantes controlaron desde la estratégica posición de Manila a las islas Filipinas y al resto de las Indias Orientales españolas desde 1565 a 1821, fecha en que dejan de formar parte del Virreinato de Nueva España y pasan a constituir una capitanía general aislada hasta 1898, subsistiendo hasta 1899 con los archipiélagos de las Carolinas, Marianas y Palaos.

### Guerra Hispano-Estadounidense
Véase: Guerra Hispano-Estadounidense.
Durante la Guerra Hispano-Estadounidense, los Estados Unidos fomentan el movimiento independentista en Filipinas y luego aplastan la presencia militar española. El 10 de diciembre de 1898, el Tratado de París que pone fin a la guerra hispano-norteamericana, establece que España ceda sus últimas colonias, incluso las Filipinas, por 20 millones de dólares pero entre 1899-1900 se tiene que hacer un nuevo tratado de París por los islotes de Simbuctú y Cagayán y además se les condenó por ayudar a los filipinos contra sus tropas desde esos islotes.
El 23 de enero de 1899 se promulgó la Constitución de la República Filipina, y Aguinaldo fue nombrado presidente de la República. Posteriormente, Emilio Aguinaldo, ante la pregunta del periodista Guillermo Gómez Rivera sobre si se arrepentía de algo de su vida declaró:

Sí. Estoy arrepentido en buena parte por haberme levantado contra España y, es por eso, que cuando se celebraron los funerales en Manila del Rey Alfonso de España, yo me presenté en la catedral para sorpresa de los españoles. Y me preguntaron por qué había venido a los funerales del Rey de España en contra del cual me alcé en rebelión… Y, les dije que sigue siendo mi Rey porque bajo España siempre fuimos súbditos, o ciudadanos, españoles pero que ahora, bajo Estados Unidos, somos tan solo un Mercado de consumidores de sus exportaciones, cuando no parias, porque nunca nos han hecho ciudadanos de ningún estado de Estados Unidos… Y los españoles me abrieron paso y me trataron como su hermano en aquel día tan significativo…
16 de Diciembre de 1958.

### La Primera República de Filipinas (1899–1901)

Emilio Aguinaldo el presidente de la primera república de Filipinas

El 23 de enero de 1899, la Primera República de Filipinas fue proclamada bajo la primera constitución democrática de Asia, con Aguinaldo como su presidente. Bajo Aguinaldo, el Ejército Revolucionario de Filipinas también fue renombrado por ser racialmente tolerante y progresista, ya que tenía una composición multiétnica que incluía varias otras razas y nacionalidades además del filipino nativo, siendo sus oficiales. Juan Cailles un mestizo indio (India) y francés sirvió como un General de División,: 507  el filipino chino José Ignacio Paua fue un General de Brigada, y Vicente Catalán, quien fue nombrado Almirante Supremo de la Armada Revolucionaria de Filipinas, era un cubano de ascendencia criolla. Varias naciones, en su mayoría latinoamericanas, también influyeron en la nueva República, el Sol en la bandera de Filipinas fue tomado del Sol de mayo de Perú, Argentina, y Uruguay que simbolizaban a Inti que era el dios sol inca, mientras que las estrellas de la bandera estaban inspiradas en las estrellas de las banderas de las naciones de Texas, Cuba, y Puerto Rico. La Constitución de la Primera República de Filipinas también fue influenciada por las Constituciones de Cuba, Bélgica, México, Brasil, Nicaragua, Costa Rica , y Guatemala, además de utilizar la Constitución francesa de 1793.

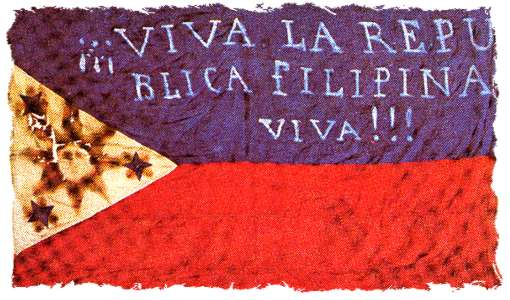
Una de las primeras banderas de los revolucionarios filipinos.

A pesar del establecimiento de la Primera República Filipina, España y Estados Unidos habían enviado comisionados a París para redactar los términos de la [(Tratado de París (1898) para poner fin a la guerra hispanoamericana. El representante filipino, Felipe Agoncillo, había sido excluido de las sesiones porque el gobierno de Aguinaldo no estaba reconocido por la familia de naciones. Aunque hubo una oposición interna sustancial, Estados Unidos decidió anexar las Filipinas. A pesar de que la primera República de Filipinas se inspiró en las revoluciones francesa y americana, más las repúblicas latinoamericanas; los propios estadounidenses y franceses intentaron aplastar la revolución en Filipinas. Además de Guam y Puerto Rico, España se vio obligada en las negociaciones a ceder Filipinas a los EE. UU. a cambio de US$20.000.000,00. El presidente estadounidense McKinley justificó la anexión de Filipinas diciendo que era "un regalo de los dioses" y que, dado que "no eran aptos para el autogobierno , ... no nos quedaba nada por hacer sino tomarlos a todos, y educar a los filipinos, elevarlos, civilizarlos y cristianizarlos", a pesar de que Filipinas ya había sido cristianizada por los españoles a lo largo de varios siglos. La Primera República de Filipinas resistió la ocupación estadounidense, lo que resultó en la Guerra filipino-estadounidense (1899-1913).
El PIB per cápita estimado para Filipinas en 1900, el año en que España se fue y la Primera República de Filipinas estuvo en funcionamiento, fue de $ 1,033.00. Eso lo convirtió en el segundo lugar más rico de toda Asia, solo un poco por detrás de Japón ($1135,00) y muy por delante de China ($652,00) y la India ($625,00).

### Guerra Filipino-Estadounidense
El gobierno estadounidense había asegurado a los rebeldes filipinos que su único interés residía en derrotar a España, y de paso, ayudar a los filipinos a conseguir la independencia. El presidente estadounidense McKinley había declarado públicamente que la anexión de las Filipinas, «habría sido, de acuerdo a nuestro código moral, una agresión criminal». Pero tras la derrota de España, los Estados Unidos se volvieron contra los filipinos, quienes les habían proporcionado importante ayuda militar e información logística, y se apoderaron de las Filipinas convirtiéndola en una colonia estadounidense. McKinley explicaría que «los filipinos eran incapaces de auto-gobernarse», y que Dios le había indicado que no podían hacer otra cosa más que «educarlos y cristianizarlos», a pesar de que las Filipinas ya habían sido cristianizadas por los ibéricos a lo largo de varios siglos, algo normal si se tiene en cuenta una anécdota que cuenta que cuando le anunciaron la toma de Manila, tuvo que buscar las Filipinas en un mapa pues desconocía donde se ubicaban.

Yo caminaba por la Casa Blanca, noche tras noche, hasta medianoche; y no siento vergüenza al reconocer que más de una noche he caído de rodillas y he suplicado luz y guía al Dios Todopoderoso. Y una noche, tarde, recibí Su orientación, no sé cómo, pero la recibí: primero, que no debemos devolver las Filipinas a España, lo que sería cobarde y deshonroso; segundo, que no debemos entregarlas a Francia ni a Alemania, nuestros rivales comerciales en el oriente, lo que sería indigno y mal negocio; tercero, que no debemos dejárselas a los filipinos, que no están preparados para auto-gobernarse y pronto sufrirían peor desorden y anarquía que en tiempos de España; y cuarto, que no tenemos más alternativa que recoger a todos los filipinos y educarlos y elevarlos y civilizarlos y cristianizarlos, y por la gracia de Dios hacer todo lo que podamos por ellos, como prójimos por quienes Cristo también murió. Y entonces, volví a la cama y dormí profundamente, y a la mañana siguiente mandé llamar al ingeniero jefe del Departamento de Guerra (nuestro creador de mapas) y le dije que pusiera a las Filipinas en el mapa de Estados Unidos, ¡y allí están, y allí quedarán mientras yo sea presidente!
William McKinley

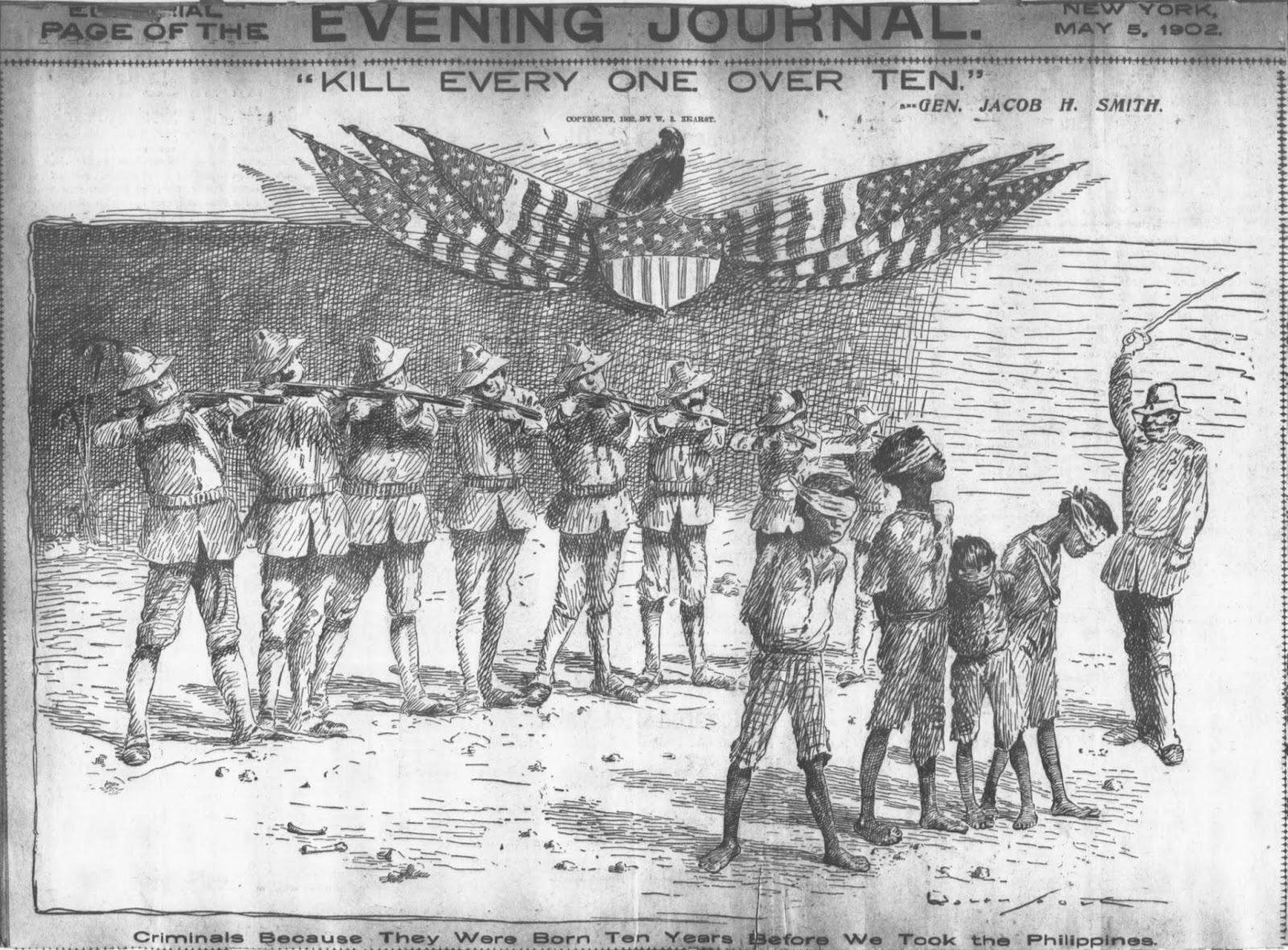
Viñeta de un periódico estadounidense donde se denunciaba como soldados norteamericanos fusilaban a niños filipinos mayores de 10 años.

Cuando el recién proclamado Gobierno de Filipinas comprobó que había sido engañado, y que en realidad las tropas estadounidenses se habían desplazado a Filipinas para invadir el país, proclamó una declaración de guerra contra Estados Unidos el 2 de junio de 1899.
Aguinaldo dirigió las tropas filipinas contra las fuerzas superiores en número de los ocupantes. El 23 de marzo de 1901 fue capturado por las fuerzas estadounidenses en Palanan, provincia de Isabela, gracias a una estratagema ideada por el general Frederick Funston, en la que los soldados estadounidenses simularon rendirse.
Puesto ante la alternativa de ser sumariamente ejecutado o renunciar a la acción militar y aceptar la soberanía estadounidense, Aguinaldo cedió y firmó la rendición el 1 de abril de 1901. Pese a la perseverancia de focos aislados de resistencia que siguieron combatiendo por la independencia hasta 1913, con la rendición de Aguinaldo se oficializó la ocupación estadounidense de las Filipinas.
La guerra filipino-estadounidense tuvo como resultado pérdidas masivas en la población filipina.  La mayoría de los historiadores modernos sitúan el número de muertos en la guerra entre 200.000 y 250.000, con algunas estimaciones de hasta 1 millón. Algunos episodios de este enfrentamiento fueron especialmente crueles, como las órdenes del entonces comandante estadounidense, Jacob Smith, diciendo a sus tropas: «cuanto más asesinéis, mayor placer me daréis». Smith además ordenó a sus soldados matar a todos los hombres, mujeres y niños mayores de 10 años, en respuesta a la masacre de Balangiga, una acción militar de la guerrilla filipina, que lanzó un ataque sorpresa contra la infantería estadounidense. La venganza, descargada sobre la población civil inocente de Samar provocó más de 2 y 2,5 mil muertos.

### Ocupación estadounidense
El 31 de diciembre de 1916 se organiza territorialmente el archipiélago sobre la base de tres grandes divisiones: treinta y seis provincias, las siete provincias del Departamento de Mindanao y Sulu, y el territorio de la ciudad de Manila.
Las treinta y seis provincias son las siguientes: Albay, Ambos Camarines, Antique, Bataan, Batanes, Batangas, Bohol, Bulacan, Cagayán, Capiz, Cavite, Cebú, Ilocos Norte, Ilocos Sur, Iloilo, Isabela, Laguna, La Unión, Leyte, Mindoro, Misamis, Mountain Province, Nueva Ecija, Nueva Vizcaya, Negros Occidental, Negros Oriental, Palawan, Pampanga, Pangasinan, Rizal, Samar, Sorsogon, Surigao, Tarlac, Tayabas y Zambales.
Las provincias del Departamento de Mindanao y Sulu son las siguientes: Agusan, Bukidnon, Cotabato, Dávao, Lanao, Sulu y Zamboanga.
La ciudad de Manila va a contar con una jurisdicción independiente, de modo que no estará incluida en el territorio de una provincia, pero, a falta de disposiciones especiales, el término «provincia» puede ser interpretado para incluir la ciudad de Manila, con el propósito de dar cumplimiento a las leyes de aplicación general.
En septiembre de 1901, 34 soldados estadounidenses murieron en una acción de la resistencia nacionalista cerca de la ciudad de Balangiga. La población de la ciudad fue masacrada un mes después en una operación de represalia del ejército estadounidense.
Durante la guerra, la técnica de  ''water cure" – que consistía en mantener a un prisionero en el suelo y al hacerle absorber agua en abundancia – se utilizó masivamente para hacer hablar a los prisioneros filipinos.

### Segunda Guerra Mundial y ocupación japonesa
La invasión japonesa comenzó el 8 de diciembre de 1941. Las fuerzas estadounidenses, ayudadas por numerosos efectivos filipinos, bajo el mando del General Douglas MacArthur, fueron forzadas a retirarse a la península de Batán, aunque su resistencia continuó hasta abril.

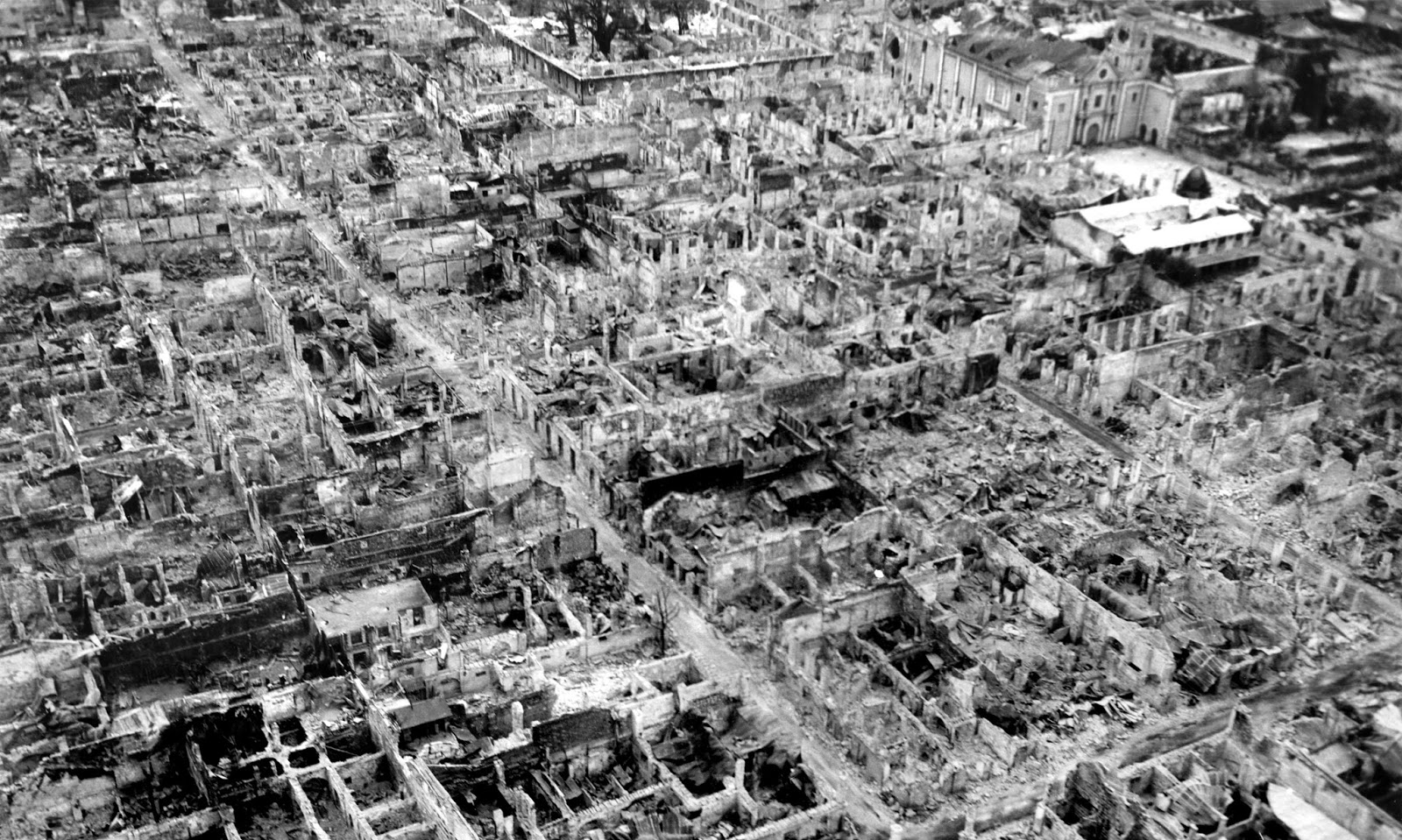
Fotografía de Intramuros destruido en abril de 1945.

Después de su rendición, los supervivientes fueron conducidos hasta Batán, en la que fue conocida como la Marcha de la muerte de Batán. La resistencia aliada continuó por un mes más en la isla fortaleza de Corregidor.
El 14 de octubre de 1943, se proclamó la Segunda República Filipina, un gobierno dependiente de Japón. José P. Laurel, excolaborador de Quezón fue nombrado presidente por las autoridades japonesas. En ese año se produjo el incidente Laurel en el que se vieron involucrados, además de los filipinos, los estadounidenses y españoles.
En 1944 las tropas del General MacArthur desembarcaron en la isla de Leyte, produciéndose la batalla del Golfo de Leyte, desde el 23 de octubre hasta el 26 de octubre de 1944, la batalla naval más grande de la historia del mundo moderno.
Tras Varsovia y Stalingrado, Manila fue una de las ciudades que más destrucciones sufrieron. Más de 50 000 civiles murieron, muchos asesinados como fue el caso de los 50 españoles que se encontraban en el consulado cuando fue asaltado por los nipones.
El 11 de abril de 1945 el gobierno de España, por las atrocidades cometidas en Intramuros, rompe sus relaciones diplomáticas con el Imperio Japonés. De los cerca de 1300 misioneros católicos españoles, presentes entonces en el archipiélago, al menos 66 murieron durante la guerra, muchos de ellos asesinados por los japoneses.

## Independencia
Después de la guerra, el 4 de julio de 1946, Estados Unidos concedió finalmente la independencia a las Filipinas.
Tras obtener la independencia, las Filipinas destacó como uno de los países más avanzados y desarrollados de toda Asia. Pero en las décadas de la post-guerra, el desarrollo se ralentizó debido a un escaso crecimiento económico y una corrupción generalizada, entre otros factores.
Sin embargo, Washington continuará interviniendo en los asuntos del nuevo Estado, especialmente en el momento de las elecciones (de donde surge la presidencia de Ferdinand Marcos, de 1965 a 1986). Estados Unidos abandonará sus gigantescas bases militares recién en 1992.

### Gobierno de Manuel Roxas (1946-1948)
En abril de 1946 se celebraron elecciones que fueron ganadas por Manuel Roxas, quien se convirtió así en el primer presidente de la República independiente de Filipinas.
Sin embargo, la economía de Filipinas continuó siendo totalmente dependiente de la economía de Estados Unidos. Además, un pacto de asistencia militar se firmó en 1947, concediendo a Estados Unidos un contrato de arrendamiento por 99 años sobre base militares designadas en el país (el contrato de arrendamiento se redujo posteriormente a 25 años a partir de 1967).

### Gobierno de Elpidio Quirino (1948-1953)
Roxas murió repentinamente de un ataque al corazón en abril de 1948, y el vicepresidente, Elpidio Quirino, fue elevado a la presidencia. Fue candidato a presidente por derecho propio en 1949, derrotando a José P. Laurel y ganando un mandato de cuatro años.

### Gobierno de Ramon Magsaysay (1953-1957)

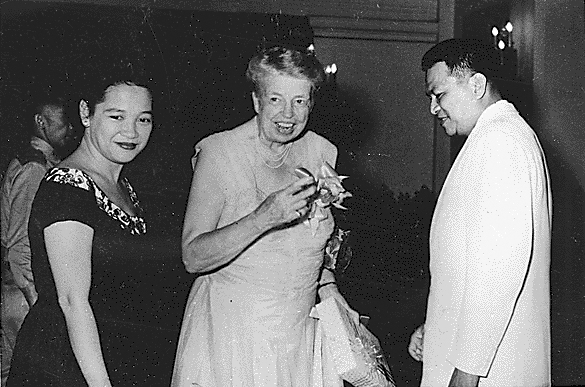
Presidente y Sra. Magsaysay con Eleanor Roosevelt en el Palacio de Malacañang.

Con el apoyo de Estados Unidos, Magsaysay fue elegido presidente en 1953. Prometió reformas económicas radicales, y avanzó la reforma agraria, promoviendo medidas polémicas como el reasentamiento de la población pobre del norte, tradicionalmente católica, en zonas musulmanas.
Ramon Magsaysay era muy popular entre la gente del pueblo, y su muerte en un accidente de avión en 1957 supuso un duro golpe para la moral nacional.

### Gobierno de Carlos P. García (1957-1961)
Carlos P. García asumió la presidencia tras la muerte de Magsaysay, y fue elegido para un nuevo mandato de cuatro años tras las elecciones de noviembre de ese mismo año. Su gobierno hizo hincapié en el tema nacionalista de los «filipinos primero», argumentando que el pueblo filipino debería tener la oportunidad de mejorar la economía del país.
El gobierno de Carlos P. García fue perdiendo apoyo popular debido a temas de corrupción a medida que su gestión avanzaba.

### Gobierno de Diosdado Macapagal (1961-1965)
Diosdado Macapagal fue elegido presidente en las elecciones de 1961, derrotando a García, que se presentaba a la reelección. La política exterior Macapagal buscó estrechar más las relaciones con las naciones vecinas de Asia, en particular con Malasia e Indonesia.
Las negociaciones con Estados Unidos sobre las bases militares provocaron un sentimiento anti-estadounidense. En particular, la celebración del Día de la Independencia de Filipinas fue modificado del 4 de julio al 12 de junio, para conmemorar el día en que Emilio Aguinaldo declaró la independencia de España en 1898.

### Gobierno de Ferdinand Marcos (1965–1986)
Macapagal se presentó para la reelección en 1965, pero fue derrotado por su antiguo compañero de partido, el presidente del Senado Ferdinand Marcos, quien se había pasado al Partido Nacionalista. Ferdinand Marcos, fue el primer presidente filipino no hispanohablante, si bien su hispanofilia ha sido posteriormente reconocida.
Al principio de su presidencia, Marcos inició ambiciosos proyectos de obras públicas e intensificó la recaudación de impuestos, lo que condujo al país a una relativa prosperidad económica durante la década de 1970.

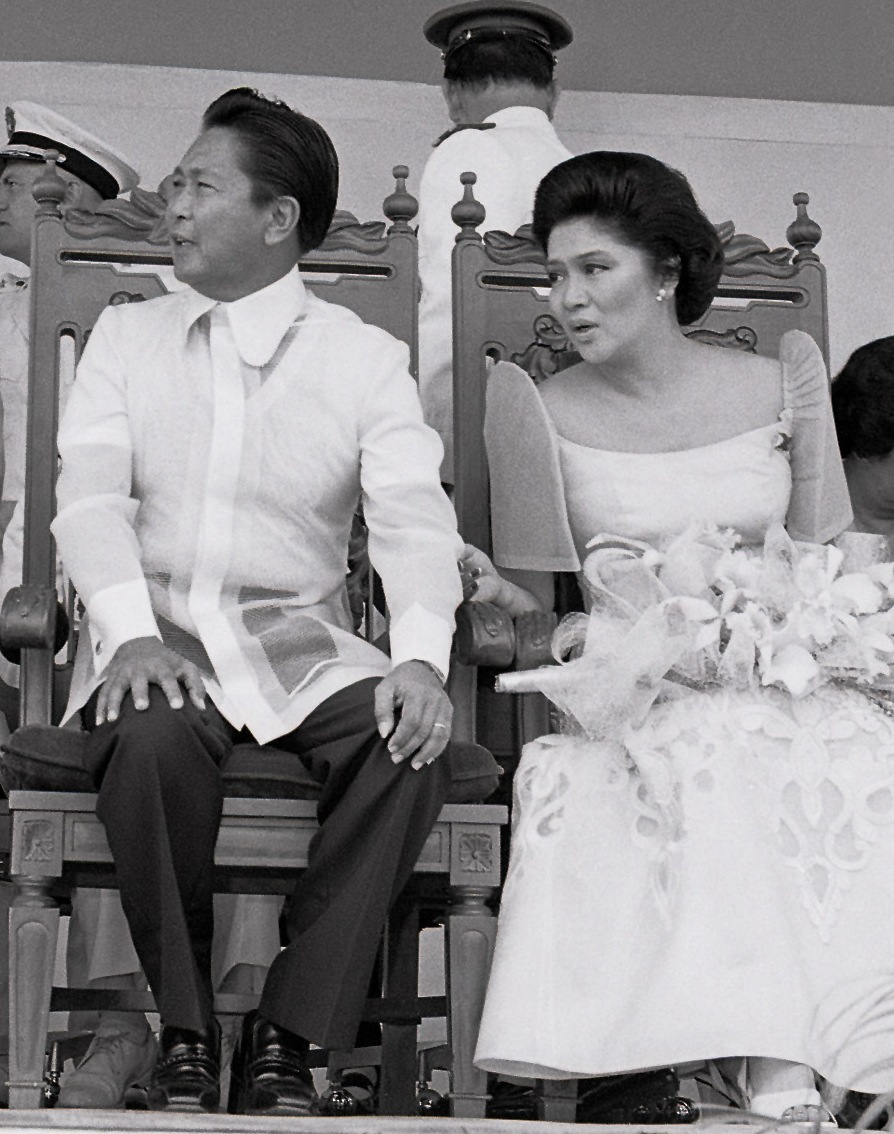
El presidente Marcos y su mujer Imelda en una ceremonia oficial en la base estadounidense de Clark

Marcos fue reelegido presidente en 1969, convirtiéndose en el primer presidente de Filipinas que conseguía un segundo mandato. Sin embargo, durante su segunda legislatura, la economía se ralentizó, y alegando una creciente ola de anarquía y una amenaza de una insurgencia comunista, Marcos declaró la ley marcial el 21 de septiembre de 1972. Marcos, gobernando por decreto, limitó la libertad de prensa y otras libertades civiles, cerró el Congreso y los centros de los medios de comunicación, y ordenó el arresto de los líderes de la oposición y activistas militantes, incluidos sus más acérrimos críticos, como los senadores Benigno Aquino, Jr., Jovito Salonga y José Diokno.
Aunque Marcos afirmó que la ley marcial era el preludio a la creación de una «nueva sociedad», basada en nuevos valores sociales y políticos, tanto él, como sus allegados, e incluso su propia esposa, Imelda Marcos, participaron activamente en la corrupción rampante.
En 1983, el líder de la oposición Benigno Aquino, Jr. fue asesinado en el Aeropuerto Internacional de Manila a su regreso a Filipinas, después de un largo periodo de exilio. Este evento supuso el comienzo de la animosidad popular contra Marcos con una sucesión de eventos, que culminó en las elecciones presidenciales de Filipinas de febrero de 1986. Toda la oposición se unió para apoyar a la viuda de Aquino, Corazón Aquino.
Debido a estrecha relación entre Estados Unidos y Marcos, el gobierno estadounidense continuó apoyándole a pesar de que era conocedor de la corrupción masiva y los abusos de los derechos humanos. La pacífica y nada sangrienta Revolución Popular logró finalmente desbancar a Marcos, quien voló a Hawái a bordo de un helicóptero militar de Estados Unidos, a donde fue exiliado el resto de su vida. De esta manera se logró el regreso de la democracia al país y se instaló a Corazón Aquino como presidente el 25 de febrero de 1986.

### Gobierno de Corazón Aquino (1986-1992)

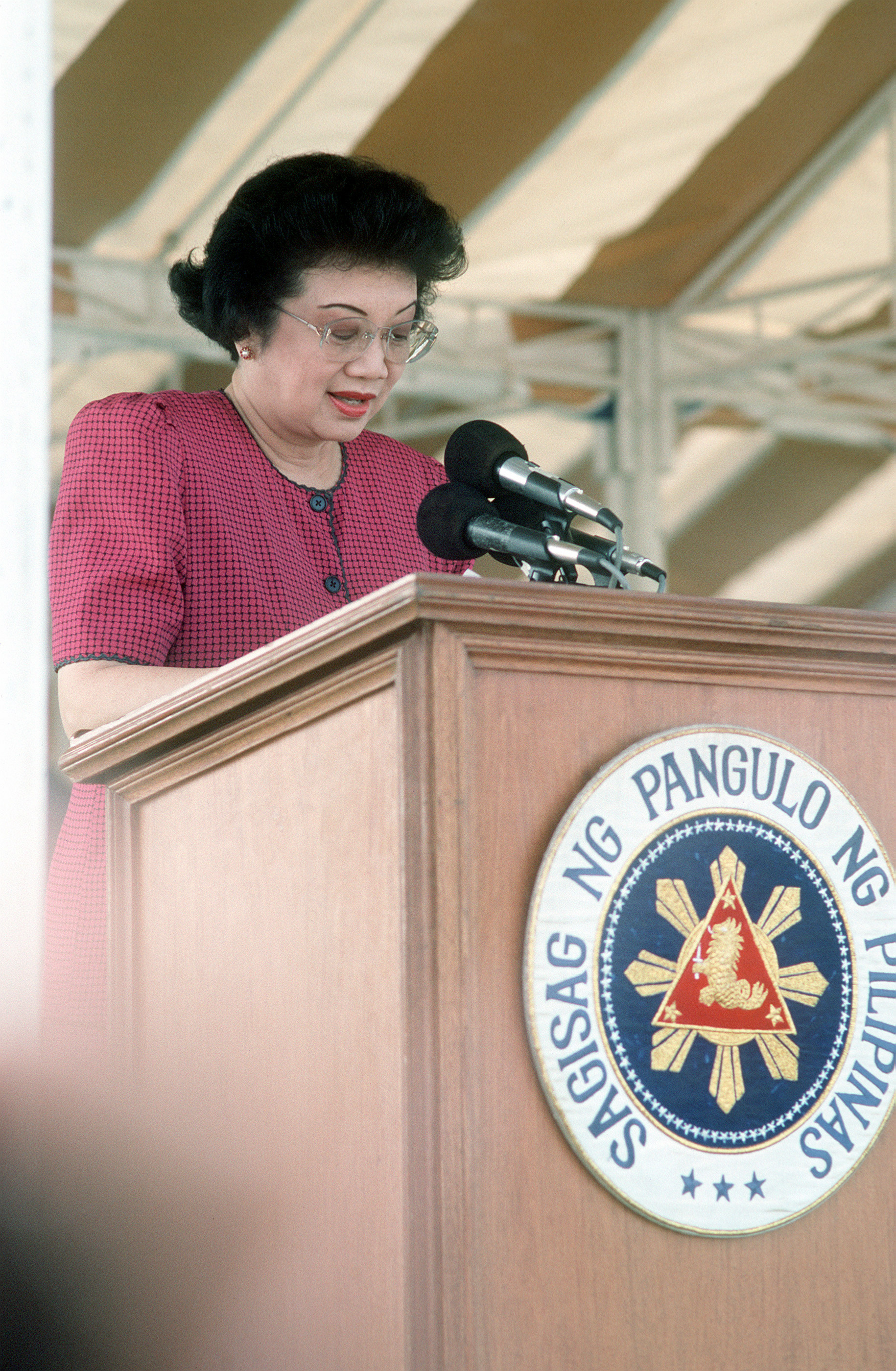
Corazón Aquino, presidente desde 1986 a 1992

Con la Revolución del Poder Popular, la ascensión de Corazón Aquino al poder marcó el restablecimiento de la democracia en el país. Aquino formó inmediatamente un gobierno revolucionario para normalizar la situación, e instauró una Constitución de «Libertad» transitoria, que restauró las libertades civiles y desmanteló la fuertemente arraigada burocracia de la época de Marcos.
A pesar de la euforia siguiente al derrocamiento del gobierno de Marcos, Aquino tuvo que enfrentarse al gran desafío de restaurar la nación. A pesar de su enorme popularidad personal y de la nueva constitución, Aquino continuó enfrentándose a repetidos intentos de golpes de Estado militares y a la insurrección comunista. Los fieles a Marcos continuaron oponiéndose al gobierno, culminando en un intento fallido de julio de 1986 de establecer un gobierno rival en el Hotel Manila, con Arturo Tolentino como presidente temporal. Una amenaza más seria vino del intento de golpe de Estado en agosto de 1987 que se repitió en diciembre de 1989. Ambos golpes militares estaban liderados por el Coronel Gregorio Honasan. La administración de Aquino estuvo continuamente plagada de rumores de intentos de golpes de Estado.
Todas estas intentonas golpistas contribuyeron a acentuar la inestabilidad política y económica del país. El crecimiento económico también se vio dificultada además por una serie de desastres naturales, incluyendo la erupción en 1991 del Monte Pinatubo, que dejó 700 muertos y 200.000 personas sin hogar. Los efectos de dicha erupción se sintieron en todo el mundo. Envió grandes cantidades de gases hacia la estratosfera, más que cualquier otra erupción desde la de Krakatoa en 1883. Los gases emitidos produjeron una capa global de ácido sulfúrico durante los meses siguientes, que produjeron que la temperatura en todo el planeta bajara aproximadamente 0,5 °C.
En 1991, Aquino aprobó el Código del Gobierno Local, que devuelve poderes gubernamentales nacionales a los gobiernos locales. El nuevo código realzó el poder de las unidades de gobiernos locales para decretar medidas locales en los impuestos, y aseguró una parte para la renta pública nacional.

### Gobierno de Fidel V. Ramos (1992-1998)
En las elecciones filipinas de 1992, Aquino respaldó a Fidel V. Ramos, exjefe de Estado Mayor durante el gobierno de Ferdinand Marcos, cuya deserción al partido de Aquino fue decisiva para el triunfo de la revolución popular. Esta decisión fue impopular entre muchos de sus partidarios, incluyendo la Iglesia Católica, ya que Ramos es Protestante. Aunque Ramos obtuvo tan solo el 23,6% de los votos, fue suficiente para suceder a Aquino como presidente el 30 de junio de 1992.
Durante su presidencia, el país experimentó un notable desarrollo económico. Ramos intentó cortar y reestructurar la exagerada burocracia del país y procesó a los grandes evasores de impuestos. Se dice de él que supo mantener la estabilidad del país a pesar de enfrentarse a la insurgencia comunista, al movimiento islámico separatista en Mindanao y a la crisis financiera asiática de 1997.

### Gobierno de Joseph Estrada (1998-2001)
Joseph Estrada, un exactor de cine que había servido como vicepresidente de Ramos, fue elegido presidente por una aplastante victoria en 1998. Durante su campaña electoral se comprometió a ayudar a los pobres y desarrollar el sector agrícola del país, lo que le proporcionó una gran popularidad, especialmente entre los pobres.
Sin embargo su presidencia pronto fue perseguida por escándalos de soborno y de corrupción. El 20 de enero de 2001 el Tribunal Supremo lo destituyó, y fue sustituido por la entonces vicepresidenta Gloria Macapagal-Arroyo, quien en octubre de 2007 le indultó de las inhabilitaciones por corrupción.

### Gobierno de Gloria Macapagal-Arroyo (2001-2010)
Gloria Macapagal-Arroyo, hija del anterior presidente Diosdado Macapagal, se proclamó presidente en 2001 y fue reelegida en 2004, convirtiéndose en la decimocuarta presidente de Filipinas y la segunda mujer en ocupar el cargo. En el año 2005, fue mencionada en la revista Forbes como la cuarta mujer más poderosa del mundo.  Gloria Macapagal recuperó la tradición de presidentes hispanohablantes, dado que el español es una de sus lenguas maternas.
En el aspecto económico se caracterizó por una gestión liberal y un manejo austero del presupuesto. Una de sus primeras órdenes como presidente fue su establecer la prohibición a los miembros de su familia de establecer tratos económicos con oficiales del Gobierno. Intentó promover el turismo en Filipinas.
Su gobierno se ha visto plagado de numerosas tentativas de derrocamiento. El 1 de mayo de 2001, miles de seguidores de Estrada marcharon contra el palacio presidencial, e intentaron una revolución, con el objetivo de reponer en la presidencia al expresidente Estrada. El 26 de julio de 2003, un grupo de 300 oficiales militares exigió la renuncia de la presidenta, acusándola de corrupción.

### Gobierno de Benigno Aquino III (2010-2016)
Benigno Aquino III, hijo de Benigno Aquino, el histórico líder asesinado de la oposición democrática contra la dictadura de Ferdinand Marcos y de Corazón Aquino, que se convertiría en Presidenta de Filipinas tras la caída de la dictadura de Marcos, tomó posesión del cargo de presidente de la nación el 30 de junio del 2010, tras ganar las elecciones del 10 de mayo.

### Gobierno de Rodrigo Duterte (2016-2022)
Rodrigo Duterte es electo presidente de Filipinas al ganar las elecciones del 9 de mayo del 2016, Hora Local de Filipinas cuando el 30 de junio de 2016 se postuló a la Presidencia de la República de Filipinas.
El 9 de diciembre del 2016 cuando dio su 1° Informe de Gobierno habló acerca de que los docentes filipinos de español estaban enseñando a sus alumnos con faltas de ortografía, ayudó a las víctimas del tifón Yolanda y los diversos terremotos filipinos.
También prometió dejar de dar discursos groseros pues según él «Dios le advirtió que si decía groserías iba a estrellar el avión presidencial» por lo que se convirtió al cristianismo al grado que, junto con Manny Pacquiao, declaró el Mes de la Biblia en Filipinas.
Propuso una ley que dice cero tolerancia a la delincuencia organizada, prohibió las bebidas alcohólicas en horas determinadas, de igual modo estableció límites estrictos de velocidad.

## Situación actual
Actualmente, el crecimiento económico en Filipinas es moderado, englobado dentro del área económica del sudeste asiático y ayudado por las contribuciones de una importante población de trabajadores filipinos emigrados.
El país recibe además numerosas inversiones y ayudas extranjeras de países como Corea, Japón, Estados Unidos o España. Estas inversiones tienen lugar en los sectores de las tecnologías de la información y la comunicación y también en los sectores de energías renovables.
El sur del país, en particular la isla de Mindanao, sufre regularmente de atentados terroristas por parte de los movimientos separatistas musulmanes como Abu Sayyaf y el Frente Moro de Liberación Islámica.